# Radzieckie morskie systemy balistyczne

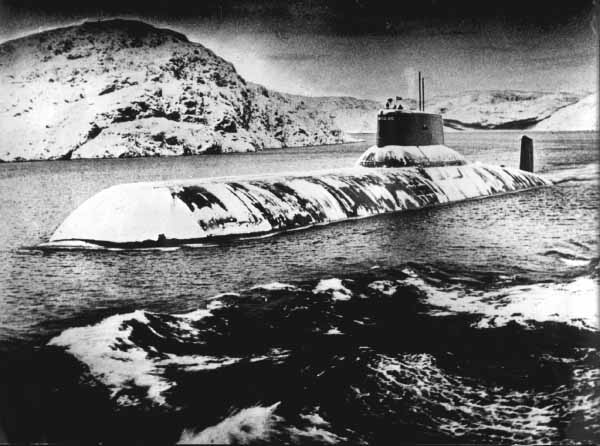
Okręt projektu 941

Radzieckie morskie systemy balistyczne — rozwój systemów rakietowych opartych na pociskach balistycznych wystrzeliwanych z pokładów okrętów podwodnych (SLBM), podczas zimnej wojny był jednym z pól wyścigu zbrojeń. Wyścig pomiędzy Stanami Zjednoczonymi i Związkiem Radzieckim w tym zakresie, od samego początku był w awangardzie postępu technologicznego związanego z rywalizacją dwóch supermocarstw i jednocześnie jednym z jego najsilniejszych motorów. Rywalizacja w zakresie morskich systemów rakietowych w obu państwach przyczyniała się do powstawania nowych gałęzi przemysłu, dostarczając także nowych technologii dla innych zastosowań – zarówno wojskowych, jak i cywilnych (w tym kosmicznych). Wyścig zbrojeń w zakresie systemów SLBM prowadzony był przez obydwa państwa z uwzględnieniem ich specyfik zarówno gospodarczych i naukowych, jak i polityczno-ideologicznych, a nawet kulturowych. Znajdowały one odbicie w każdym aspekcie budowanych przez USA i ZSRR systemów, począwszy od kwestii konstrukcyjnych, przez stopień automatyzacji aż po względy operacyjne i taktykę wykorzystania własnych systemów rakietowych. Powodowało to, że oba państwa nie rozwijały swoich systemów w identyczny sposób, jakkolwiek rozwój kolejnych generacji systemów był zawsze odpowiedzią na osiągnięcia i sposób działania rywala.
W kwestiach technologicznych różnice w podejściu obu państw znajdowały odbicie m.in. w stosowaniu przez Stany Zjednoczone zaawansowanych silników rakietowych na paliwo stałe, Związek Radziecki natomiast preferował pociski na paliwo ciekłe. Podczas gdy ZSRR dążył do jak największego stopnia automatyzacji okrętów, USA pokładały większe zaufanie w kontroli ludzi nad okrętami, w tym zwłaszcza ich reaktorami jądrowymi. Marynarka Wojenna Związku Radzieckiego przykładała dużą wagę do osiągów budowanych przez siebie okrętów, podczas gdy US Navy była bardziej zachowawcza w tym zakresie, większy natomiast nacisk kładąc na maksymalne wyciszenie jednostek. Mimo dzielących je różnic obydwa państwa były w najwyższym stopniu innowacyjne i tak jedno, jak i drugie państwo w różnych aspektach technicznych osiągało przewagę nad rywalem. Różnice te nie niweczyły jednakże podstawowego założenia obu państw – podwodne systemy balistyczne są najskuteczniejszą bronią strategicznego odstraszania nuklearnego. W konsekwencji takiego założenia – z wyjątkiem wczesnego okresu zimnej wojny – stanowiły podstawowy element ofensywny triady nuklearnej każdego z nich.

## Geneza

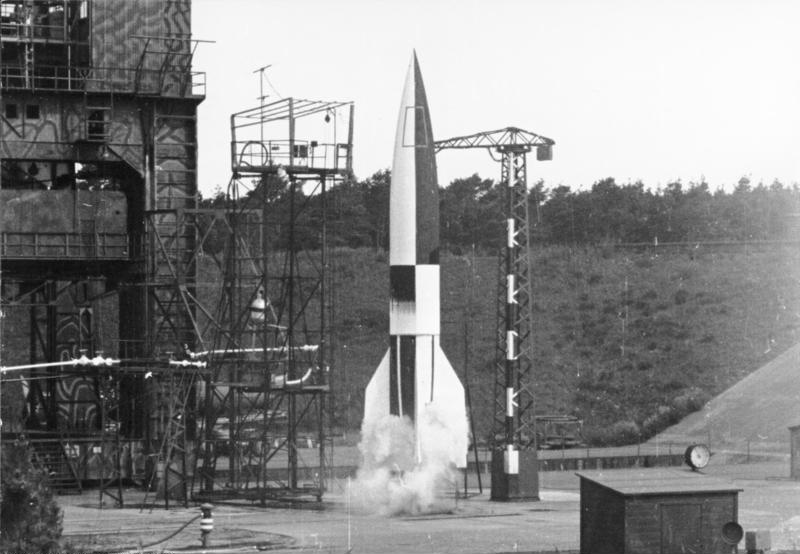
Pocisk V-2

Początki morskich pocisków balistycznych związane są z koncepcją morskiej wersji niemieckich pocisków V-2. Przed zakończeniem II wojny światowej, ta wersja pocisku znajdowała się w fazie rozwojowej. Na początku roku 1944 Klaus Riedel – członek załogi Peenemünde – zaproponował wystrzeliwanie pocisków V-2 na Wielką Brytanię z Morza Północnego, dokąd miały być holowane w kanistrach przez okręty podwodne. Kanistry V-2 miały około 32 metrów długości, 5,7 metra średnicy oraz wyporność 500 ton, obok jednego pocisku mieściły m.in. pomieszczenie osób obsługujących, pomieszczenie centrum bojowego, zbiornik paliwa rakietowego oraz zbiorniki balastowe. Jeden okręt podwodny mógł holować do trzech kanistrów. Planowane było także holowanie kanistrów przez Atlantyk, co miało umożliwić atak na – stanowiący główny cel na kontynencie amerykańskim – Nowy Jork. W ramach tej misji załoga kanistra podróżować miała na pokładzie okrętu podwodnego, po czym przed odpaleniem pocisku przejść miała do kanistra, dokonać tankowania pocisku i odpalić go. Projekt kanistrów ukończony został w sierpniu 1944 roku w stoczni Vulkan w Szczecinie, tam też rozpoczęte zostały prace budowlane kanistrów. W momencie zakończenia wojny, trzy kanistry były ukończone w 65–70 procentach, natomiast model prototypowy został przetestowany na wodach przybrzeżnych w pobliżu Peenemünde.
Po zakończeniu wojny duża grupa naukowców i konstruktorów programu V-2 została aresztowana, wielu z nich – w tym kierujący programem Wernher von Braun – zostało przewiezionych do USA, gdzie stanowili następnie trzon personalny programu balistycznego US Army. Związek Radziecki dla przechwyconych przez siebie niemieckich specjalistów programu V-2 utworzył pierwotnie ośrodek naukowo-badawczy Instytut Rabe w Bleicherode koło Nordhausen, gdzie mieli kontynuować swoją pracę. W ośrodku tym, obok Siergieja Korolowa, pod nadzorem pracował także jeden z przełożonych niemieckiego programu rakietowego w ośrodku Heeresversuchsanstalt w Peenemünde – Helmutt Groettrup. 22 października 1946 roku NKWD aresztowało jednak niemieckich naukowców wraz z rodzinami oraz specjalistami innych dziedzin techniki wojskowej, i tę grupę około pięciu tysięcy osób wywieziono w głąb ZSRR, gdzie mieli kontynuować swoje prace pod ścisłym nadzorem. W konsekwencji niemieccy konstruktorzy V-2 wnieśli znaczący wkład zarówno do amerykańskich, jak i radzieckich programów balistycznych.

## Systemy pierwszej generacji
Począwszy od października 1945 roku Wielka Brytania, USA oraz ZSRR rozpoczęły serię testów na zdobytych lub skompletowanych pociskach V-2, 6 września 1947 roku, "amerykański" V-2 został wystrzelony z pokładu lotniczego lotniskowca USS "Midway" (CV-41), co było pierwszym startem pocisku balistycznego z platformy mobilnej. Od tego momentu na liście priorytetów Marynarki Wojennej Stanów Zjednoczonych znalazły się guided missile ships, czyli okręty zdolne do przenoszenia i wystrzeliwania pocisków rakietowych. Pierwszymi tego typu okrętami miały być wielozadaniowe lotniskowce – przystosowane zarówno do przenoszenia broni balistycznej, jak i wykonywania normalnych dla tego typu jednostek zadań – a także nieukończony pancernik USS "Kentucky" (BB-66) oraz wielki krążownik USS "Hawaii" (CB-3). Zarówno Stany Zjednoczone, jak i Związek Radziecki znały niemiecką ideę podwodnych kanistrów, ale nie przejawiały wielkiego zainteresowania tą koncepcją, większe nadzieje pokładając w morskich pociskach samosterujących dla uderzeń dalekiego zasięgu. W Stanach Zjednoczonych nowo utworzone siły powietrzne (United States Air Force) prowadziły badania w zakresie technologii balistycznych, współzawodnicząc z kierowanym przez von Brauna programem US Army. W Związku Radzieckim program balistyczny prowadzony był pod nadzorem struktur rządowych, w tym zwłaszcza NKWD oraz Zarządu Artylerii Armii Czerwonej. W 1949 roku w ZSRR przygotowano wstępny projekt rakietowego okrętu podwodnego pod sygnaturą Projekt P-2, którego planowanym zadaniem było wykonywanie uderzeń na cele lądowe. Projekt opracowany został przez TsKB-18 (późniejsze biuro konstrukcyjne Rubin). Okręt miał zakładaną wyporność nawodną niemal 5400 ton, a przenosić miał 12 pocisków R-1 (radzieckich wersji V-2) oraz pocisków manewrujących Lastoczka. W realizacji programu tego okrętu napotkano jednak dużą liczbę problemów, których konstruktorzy nie zdołali pokonać, w tym m.in. problemy ze stabilizacją pocisku przed jego odpaleniem. W pierwszej fazie rozwoju morskich systemów rakietowych woda-ziemia zarówno ZSRR, jak i USA traktowały ten rodzaj broni jako broń wyłącznie taktyczną bez znaczenia strategicznego.
Radzieckie prace nad stworzeniem morskiego systemu balistycznego zapoczątkowane zostały rządowym dekretem z 26 stycznia 1954 r. Szefem programu systemu rakietowego D-1 ustanowiono kierownika biura konstrukcyjnego OKB-1 NII-88 Siergieja Korolowa. W latach 1953–1954 Korolow zaproponował morski wariant opracowanego przez OKB-1 pocisku R-11 na paliwo ciekłe – R-11FM ze zmienionymi składnikami paliwa oraz systemami kontroli i naprowadzania. Modyfikacje te zaowocowały między innymi zdolnością systemu nawigacyjnego pocisku do przyjęcia z okrętu danych startowych. Starty testowe R-11FM przeprowadzono w latach 1954–1955 na Czwartym Państwowym Poligonie Testowym w Kapustin Jarze. Po trzech startach z nieruchomego stanowiska, w celu symulowania ruchu, przeprowadzono start z poruszającej się platformy. Biuro OKB-1 opracowało procedurę startową pocisku z kanistra wynurzonego okrętu, w ramach której pocisk miał być podnoszony w górę, a następnie odpalany znad kanistra. Marynarka Wojenna ZSRR zażądała wprawdzie możliwości startu pocisku z okrętu zanurzonego, jednakże Korolow przeciwstawił się temu, twierdząc iż start z powierzchni nastąpi w krótszym czasie. Poza pociskiem program napotkał wiele problemów związanych m.in. z trudnością ustalenia dokładnej pozycji okrętu podwodnego oraz namiarów celu, bezpieczeństwem komunikacji i in., wszystkie one jednak zostały rozwiązane i do końca doku 1956 opracowano komplet dokumentów konstrukcyjnych.

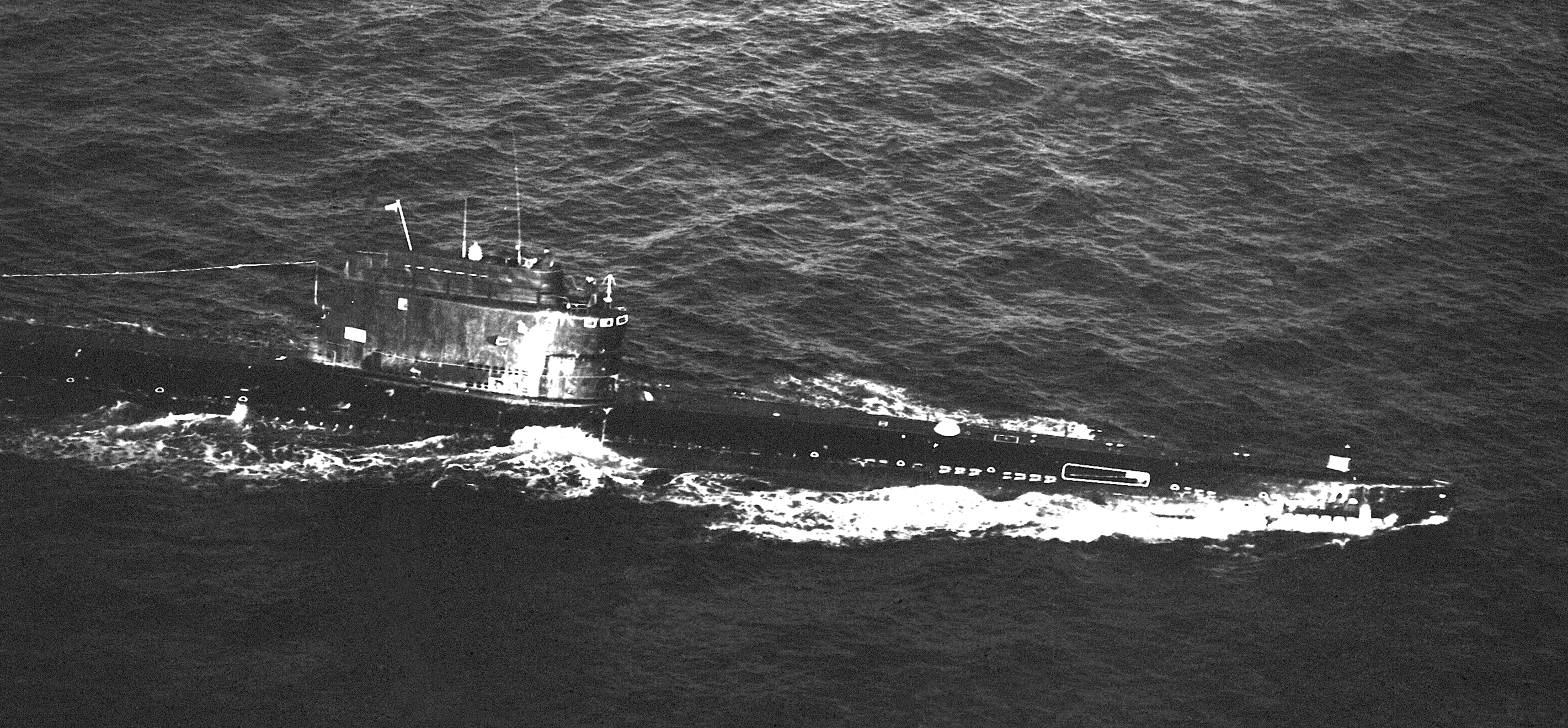
Okręt projektu 611 (kod NATO: Zulu)

Pierwszym na świecie okrętem podwodnym przenoszącym pociski balistyczne był radziecki okręt projektu 611 (Zulu) – B-67. Na okręcie tym, dwie pionowe wyrzutnie pocisków F-11FM umieszczono w powiększonym kiosku okrętu, rezygnując przy tym z części baterii elektrycznych w przedziałach znajdujących się pod kioskiem, a także kilku pomieszczeń oficerów, których przeniesiono do magazynu torpedowego. Pierwszy w historii start pocisku balistycznego z pokładu okrętu podwodnego miał miejsce 16 września 1955 roku. Wystrzelony ze znajdującego się na Morzu Białym z niezanurzonego B-67 pocisk R-11FM trafił w poligon testowy na Nowej Ziemi. W tym też roku rozpoczęto prace nad zmodyfikowaną wersją projektu 611, oznaczoną AW611. W 1959 roku pierwsze pociski R-11FM osiągnęły gotowość operacyjną, dając tym samym ZSRR miano pierwszego państwa uzbrojonego w wystrzeliwane z okrętu podwodnego pociski balistyczne. W trakcie regularnych patroli, pociski te nie były wyposażone w przeznaczone dla nich głowice nuklearne RDS-4 o mocy 10 kt, które przechowywane były na lądzie z możliwością zainstalowania w pociskach w razie zagrożenia atakiem. Tymczasem w 1955 roku Siergiej Korolow podjął decyzję o przeniesieniu prac nad pociskami balistycznymi dla okrętów podwodnych z OKB-1 do specjalnego biura konstrukcyjnego SKB-385 kierowanego przez Wiktora Makijewa, co pozwoliło Korolowowi skoncentrować się na strategicznych pociskach o większym zasięgu oraz programach kosmicznych. Po przeniesieniu programu pocisków dla okrętów podwodnych do SKB-385, biuro to rozpoczęło prace nad systemem rakietowym D-2, składającym się z nowego pocisku R-13 oraz nowej serii okrętów podwodnych projektu 629 (NATO: Golf). R-13 o zasięgu 650 km, napędzany był silnikiem na paliwo ciekłe i podobnie jak R-11 wystrzeliwany z powierzchni. Okręty dla których były przeznaczone, miały taki sam napęd spalinowo-elektryczny jak współczesne im okręty projektu 641 (kod NATO: Foxtrot). Skonstruowane w TsKB-16 pod kierunkiem Isanina okręty projektu 629 miały wyporność 2850 ton na powierzchni i mogły przenosić trzy pociski R-13.

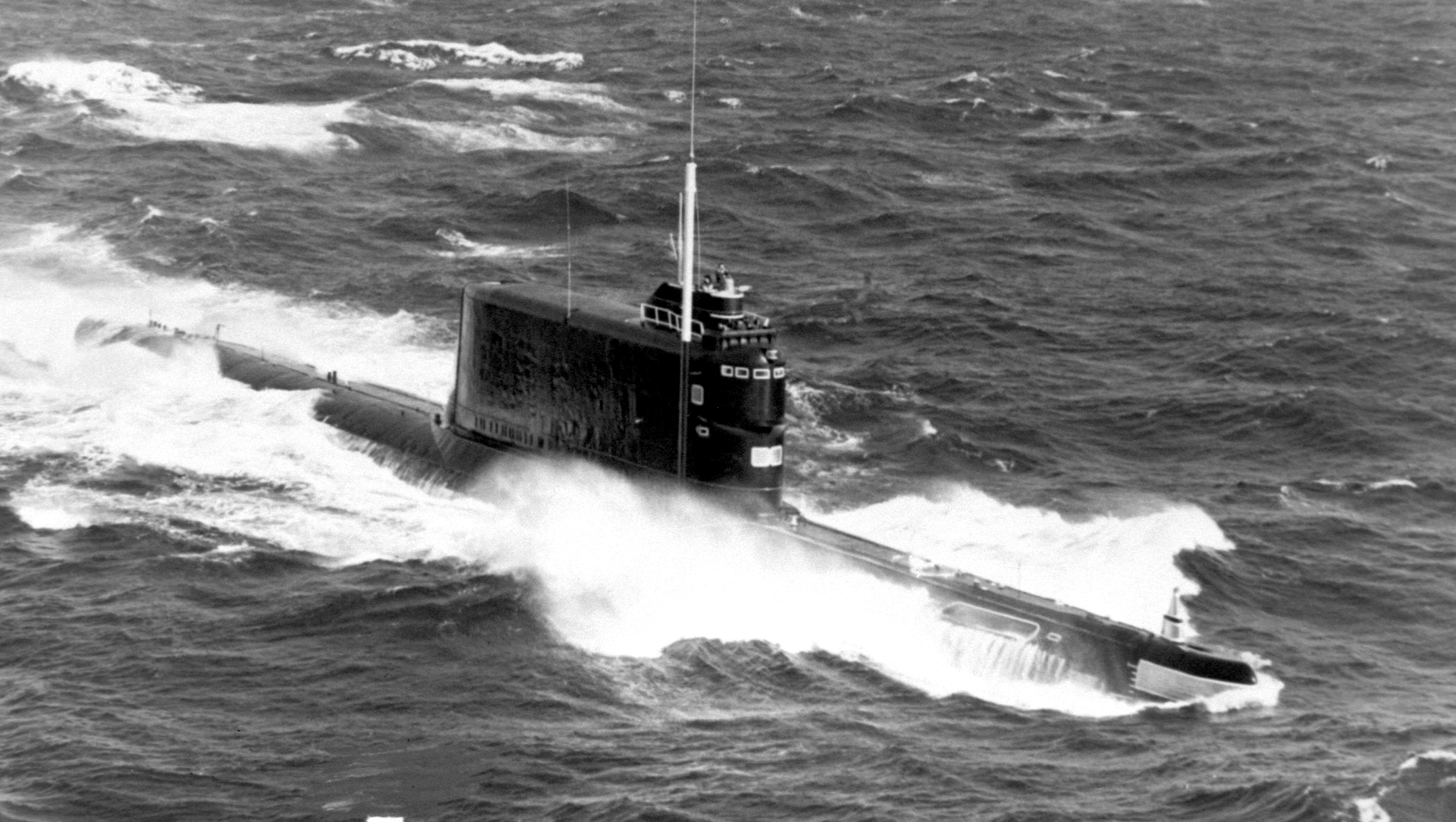
Okręt projektu 629 (kod NATO: Golf)

Wyrzutnie startowe tych pocisków przechodziły przez całą wysokość kadłuba wewnętrznego, wchodząc aż do kiosku, start zaś pocisków odbywał się na powierzchni, po ich podniesieniu ponad kiosk okrętu. Pierwsze pięć okrętów tego typu przenosiło pociski R-11FM, późniejsze – R-13. W czasie budowy pierwszych jednostek, TsKB-16 rozpoczęło rozwój systemu z małym reaktorem, który w okrętach projektu 629 zapewniać miał energię dla ładowania akumulatorów, eliminując konieczność użycia w tym celu silników spalinowych, program ten został jednak przerwany. okrętem prototypowym projektu 629 był B-41 (oznaczony później K-79), który wybudowany został w Siewierodwińsku, dostarczony marynarce wojennej w roku 1959. W ciągu następnych trzech lat stocznie w Siewierodwińsku i Komsomolsku zbudowały 22 okręty tego projektu. Wybudowane w ostatniej z tych stoczni sekcje dwóch dodatkowych jednostek zostały przekazane Chinom, gdzie następnie jedna z nich została złożona w Darien, przyjmując oznaczenie 035. Druga jednostka nigdy jednak nie została skompletowana.
Sposób odpalania pocisków R-11FM i R-13 był skomplikowany i czasochłonny – trwający do półtorej godziny. Nawet jeśli część procedur przedstartowych na okrętach projektu 629 mogła odbywać się pod wodą, celem zakończenia procedury i odpalenia pocisku okręt musiał się wynurzyć, co potęgowało możliwość i ryzyko wykrycia nawet jeszcze przed wynurzeniem.

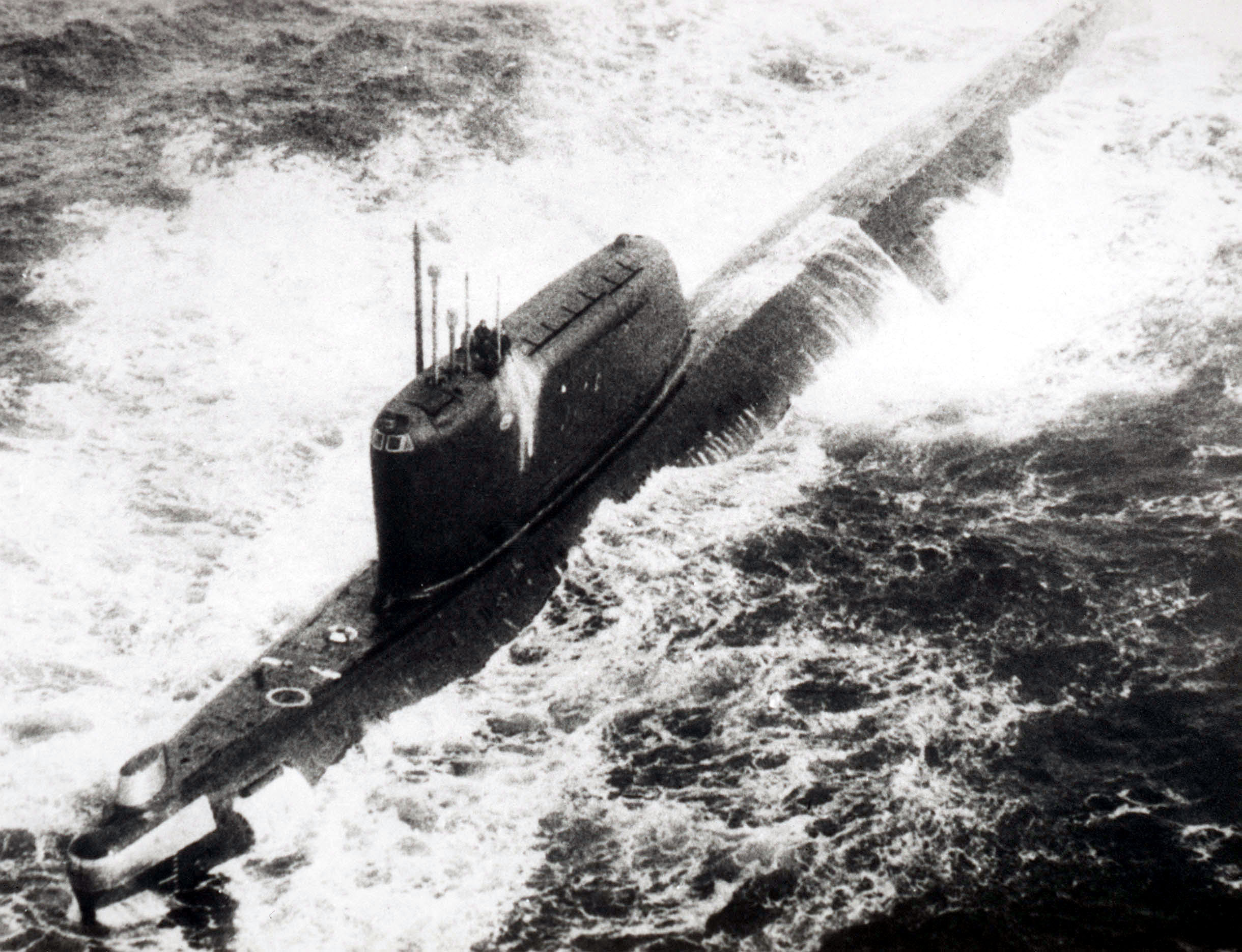
Okręt projektu 658M

20 października 1961 roku przeprowadzono pierwszy na świecie test pocisku balistycznego SLBM uzbrojonego w głowicę termojądrową. Okręt projektu 629 wystrzelił pocisk R-13 z jedną głowicą o mocy 1 Mt, która eksplodowała na poligonie "Tęcza" na Nowej Ziemi. W konsekwencji tego testu pociski R-13 z głowica nuklearną zostały zaakceptowane dla okrętów podwodnych. W 1955 roku rozpoczęto eksperymentalne prace nad możliwością wystrzeliwania pocisków balistycznych z zanurzonego okrętu. Po pokonaniu licznych związanych z tym trudności pierwszy test wystrzelenia atrapy pocisku z zanurzonego okrętu przeprowadzono w 1957 roku. Atrapę wystrzelono z zanurzonego okrętu projektu 613D4 (kod NATO: Whiskey) S-229. Okręt został zmodyfikowany w ukraińskiej stoczni nr 444 w Mikołajowie nad Morzem Czarnym, przez dodanie dwóch wystających ponad kadłub i kiosk okrętu wież startowych pośrodku okrętu. Atrapy pocisków miały silnik startowy na paliwo stałe, oraz drugi stopień napędowy na paliwo ciekłe. Modyfikacji do PW611 uległ w Siewierodwińsku także wcześniej używany do testów okręt B-67 projektu W611 (Zulu). Pierwsze podwodne odpalenie z B-67 miało miejsce w sierpniu 1959 roku, było jednak nieudane. 10 września 1960 roku, niecałe dwa miesiące po podwodnym odpaleniu przez "George Washington" (SSBN-598) pocisku Polaris A-1, pocisk S4-7 (zmodyfikowany R-11FM) został odpalony z zanurzonego okrętu. Tuż przed ukończeniem pierwszego okrętu projektu 629 (kod NATO: Golf), w 1958 roku w biurze SKB-385 podjęto prace zmierzające do opracowania napędzanego paliwem ciekłym pocisku R-21 (kod NATO: SS-N-5 Serb) o zasięgu 755 mil morskich (1400 km), dwukrotnie większym od zasięgu R-13. Pocisk ten mógł być wystrzeliwany z głębokości 40 do 50 metrów przy okręcie poruszającym się w momencie odpalenia z prędkością do 4 węzłów.
Pierwsze podwodne odpalenie pocisku R-21 miało miejsce w 1961 roku z okrętu S-229. Okręt został wyposażony w dwie pojedyncze tuby startowe w formie wystających ponad kadłub wież. Rok później dwie wieże startowe tych pocisków zostały zainstalowane na okręcie K-142 – ostatnim z projektu 629 (Golf) wybudowanym w Siewierodwińsku (przekonstruowany projekt 629B). Ten ukończony w 1961 roku okręt dokonał pierwszego podwodnego odpalenia 24 lutego 1962 roku. Do 1972 roku 13 dodatkowych jednostek projektów 629 (Golf) oraz 658 (kod NATO: Hotel) zostało przebudowanych do przenoszenia trzech odpalanych spod wody pocisków R-21, stając się – odpowiednio – projektami 629A (Golf II) oraz 658M. Przemianowane okręty 629A zostały niestrategicznymi platformami rakietowymi. W 1976 roku sześć z tych jednostek zostało przeniesionych ze składu Floty Północnej do Floty Bałtyckiej, celem pełnienia roli bazujących na morzu platform taktycznych pocisków balistycznych, pozostałe siedem służyło we Flocie Oceanu Spokojnego. Okręty te pozostawały na służbie przez prawie 30 lat – do roku 1989, kiedy wycofano ostatnie jednostki. Golf były jednostkami w miarę udanymi, mimo że jeden z nich – K-129, przemianowanego projektu 629A/ Golf II – 25 lutego 1968 zatonął w trakcie patrolu na północnym Pacyfiku wraz z dziewięćdziesięcioma ośmioma członkami załogi. W następstwie katastrofy, w ramach operacji "Jennifer" amerykańska Centralna Agencja Wywiadowcza podjęła próbę wydobycia okrętu, jednakże na skutek ułamania się podnoszonego kadłuba, wydobyto jedynie jego część dziobową (sekcje pierwszą i drugą) zawierającą dwie torpedy z głowicami jądrowymi i torpedy konwencjonalne, a także ciała sześciu członków załogi, która została podniesiona na pokład specjalnie przystosowanego tajnego statku "Glomar Explorer". Wydobyte ciała zostały z honorami pochowane 4 września 1974 roku zgodnie z tradycją morską.
We wrześniu 1956 r. biuro TsKB-18 pod kierunkiem P. Z. Golosowskiego, następnie I. B. Mihałowa, a ostatecznie Sergieja N. Kowaljewa, rozpoczęło intensywne prace nad nowym typem okrętu projektu 658 (NATO: Hotel). Z uwagi na napięty terminarz, program ten przebiegał bez wcześniejszego opracowania projektu wstępnego. W jego rezultacie, już w pierwszym kwartale następnego roku zakończono opracowywanie projektu okrętów o wyporności nawodnej 4080 ton i długości 114 metrów. Jednostki te zostały pierwotnie wyposażone w trzy pociski R-13 (NATO: SS-N-4), a także w wyrzutnie torpedowe 533 mm oraz 400 mm – podobnie jak okręty projektu 675 (kod NATO: Echo II) – celem zwalczania niszczycieli ZOP. Siłownia tych okrętów podobna była do zainstalowanej w jednostkach projektu 627A (kod NATO: November SSN) oraz projektów 659 i 675 (kod NATO: Echo SSGN), z dwoma reaktorami VM-A. Wszystkie jednostki tego projektu miały problemy techniczne. Najważniejszą z przyczyn tych problemów była niska jakość wykonania oraz brak czy też niedostatek kontroli jakości w stoczniach i u dostawców komponentów. W opinii szefa zespołu konstruktorów – Sergieja Kowaljewa: To była prawdziwa katastrofa – przeciekające generatory pary, przeciekające kondensatory i, praktycznie, wojskowa użyteczność tych jednostek była wątpliwa. W latach 1960 do 1962 w Siewierodwińsku ukończono osiem jednostek projektu 658 (Hotel), budowa kolejnych okrętów rakietowych tego typu była planowana, lecz została zatrzymana w roku 1959 w związku z utworzeniem Strategicznych Sił Rakietowych i anulowaniem programów morskich strategicznych sił uderzeniowych.
W 1956 roku również, biuro SKB-143 podjęło prace konstrukcyjne nad budową większego okrętu z napędem jądrowym przeznaczonego do przenoszenia cięższych pocisków. Okręty tego projektu 639 miały posiadać wyporność na powierzchni 6000 ton, jądrowy napęd czterech śrub oraz uzbrojenie w postaci skonstruowanych w OKB-586 trzech pocisków R-15. Te napędzane paliwem ciekłym pociski miały zasięg 540 mil morskich (1000 km) i odpalane były z powierzchni. Także biuro TsKB-16 pracowało nad nową konstrukcją spalinowo-elektryczną W629 mogącą przenosić jeden duży pocisk R-15. Z uwagi jednak na to, iż R-15 był pociskiem odpalanym z powierzchni, zaś jego osiągi były gorsze niż osiągi innych pocisków, w grudniu 1958 roku obydwa programy (pocisku i okrętu) anulowano. Siedem okrętów projektu 658, które przezbrojono w pociski R-21 (658M Hotel II), pozostawało w służbie operacyjnej do 1991 roku. Część jednostek po wyprowadzeniu z działalności operacyjnej służyła jako jednostki badawcze lub do testów rakietowych.
|                              | Projekt    | Projekt    | Projekt               |
| AW611                        | 629        | 658        |                       |
| ---------------------------- | ---------- | ---------- | --------------------- |
| Kod NATO                     | Zulu V     | Golf I     | Hotel I               |
| Wejście do służby            | 1957       | 1959       | 1960                  |
| Wyporność                    |            |            |                       |
| nawodna                      | 1890 t     | 2850 t     | 4080 t                |
| podwodna                     | 2450 t     | 3610 t     | 5240 t                |
| Długość                      | 90,5 m     | 98,9 m     | 114,0 m               |
| Szerokość                    | 7,5 m      | 8,2 m      | 9,2 m                 |
| Zanurzenie                   | 5,15 m     | 8,1 m      | 7,68 m                |
| Reaktory                     | –          | –          | 2 VM-A                |
| Turbiny                      | –          | –          | 2                     |
| moc                          | –          | –          | 35 000 KM             |
| Silniki Diesla               | 3          | 3          | –                     |
| moc                          | 6000 KM    | 6000 KM    | –                     |
| Silniki elektryczne          | 3          | 3          | –                     |
| moc                          | 5400 KM    | 5400 KM    | –                     |
| wały napędu                  | 3          | 3          | 2                     |
| Prędkość                     |            |            |                       |
| nawodna                      | 16,5 w     | 14,5 w     | 18 w                  |
| podwodna                     | 12,5 w     | 12,5 w     | 26 w                  |
| Głębokość testowa zanurzenia | 200 m      | 300 m      | 300 m                 |
| Pociski                      | 2 R-11FM   | 3 R-13     | 3 R-13                |
| Wyrzutnie torpedowe          |            |            |                       |
| dziób                        | 6 × 533 mm | 4 × 533 mm | 4 × 533 mm 2 × 400 mm |
| rufa                         | 4 × 533 mm | 2 × 533 mm | 2 x 400               |

| R-11FM        | R-13                                         | R-21                          |                               |
| ------------- | -------------------------------------------- | ----------------------------- | ----------------------------- |
| Kod NATO      | SS-1b Scud-A                                 | SS-N-4 Sark                   | SS-N-5 Serb                   |
| Masa          | 5466 kg                                      | 13 745 kg                     | 16 600 kg                     |
| Długość       | 10,4 m                                       | 11,8 m                        | 12,9 m                        |
| Średnica      | 0,88 m                                       | 1,3 m                         | 1,4 m                         |
| Napęd         | jednostopniowy, paliwo ciekłe                | jednostopniowy, paliwo ciekłe | jednostopniowy, paliwo ciekłe |
| Zasięg        | 150 km                                       | 650 km                        | 1400 km                       |
| Naprowadzanie | inercyjne                                    | inercyjne                     | inercyjne                     |
| Głowica       | 1 głowica konwencjonalna lub nuklearna 10 Kt | 1 głowica nuklearna 1 Mt      | 1 głowica nuklearna 1 Mt      |

## Systemy drugiej generacji
20 lutego 1959 r., Związek Radziecki jako pierwszy na świecie rozmieścił rakietowe pociski balistyczne w pokładach okrętów podwodnych. Amerykańskie okręty uzbrojone w pociski tego rodzaju, które wyszły na patrol dopiero rok później, przewyższały jednak okręty radzieckie pod każdym względem. W połączeniu z ograniczonymi w tym czasie radzieckimi możliwościami zwalczania okrętów podwodnych okręty Polaris SSBN stanowiły niemalże całkowicie niewrażliwą i niezagrożoną przez przeciwnika część amerykańskiej triady nuklearnej. Kiedy w 1967 roku ukończono ostatni okręt Polaris, 41 amerykańskich SSBN przenosiło 656 pocisków balistycznych. W tym samym czasie Związek Radziecki miał osiem okrętów o napędzie nuklearnym oraz 29 z napędem dieslowsko-elektrycznym, przenoszących w sumie 104 pociski. W odróżnieniu od systemów radzieckich, wszystkie okręty amerykańskie korzystały z napędu jądrowego; amerykańskie pociski Polaris miały większy zasięg, były celniejsze oraz przystosowane do wystrzeliwania spod wody. Zaprezentowany w 1971 roku Poseideon był pierwszym na świecie wprowadzonym do służby pociskiem przenoszącym niezależnie wcelowywane na rożne cele głowice MIRV.
Radzieckie programy morskich systemów drugiej generacji miały na celu zniwelowanie amerykańskiej przewagi jakościowej w systemach pierwszej generacji. Konstrukcję radzieckich okrętów tej generacji rozpoczęto w 1950 roku w biurze TSKB-18. Dziewięć lat później, w związku z utworzeniem Strategicznych Sił Rakietowych, prace przerwano aby następnie wznowić je po zakończeniu kryzysu kubańskiego.

### Yankee
Początkowo opracowywano konstrukcję okrętów projektu 667 mającego przenosić osiem pocisków R-21 (SS-N-5), jednakże wobec wystąpienia dużych trudności konstrukcyjnych niezbędne okazało się wprowadzanie tak znacznych zmian projektu, że w ich rezultacie powstała konstrukcja niemal całkowicie innego typu, określana mianem projektu 667A.

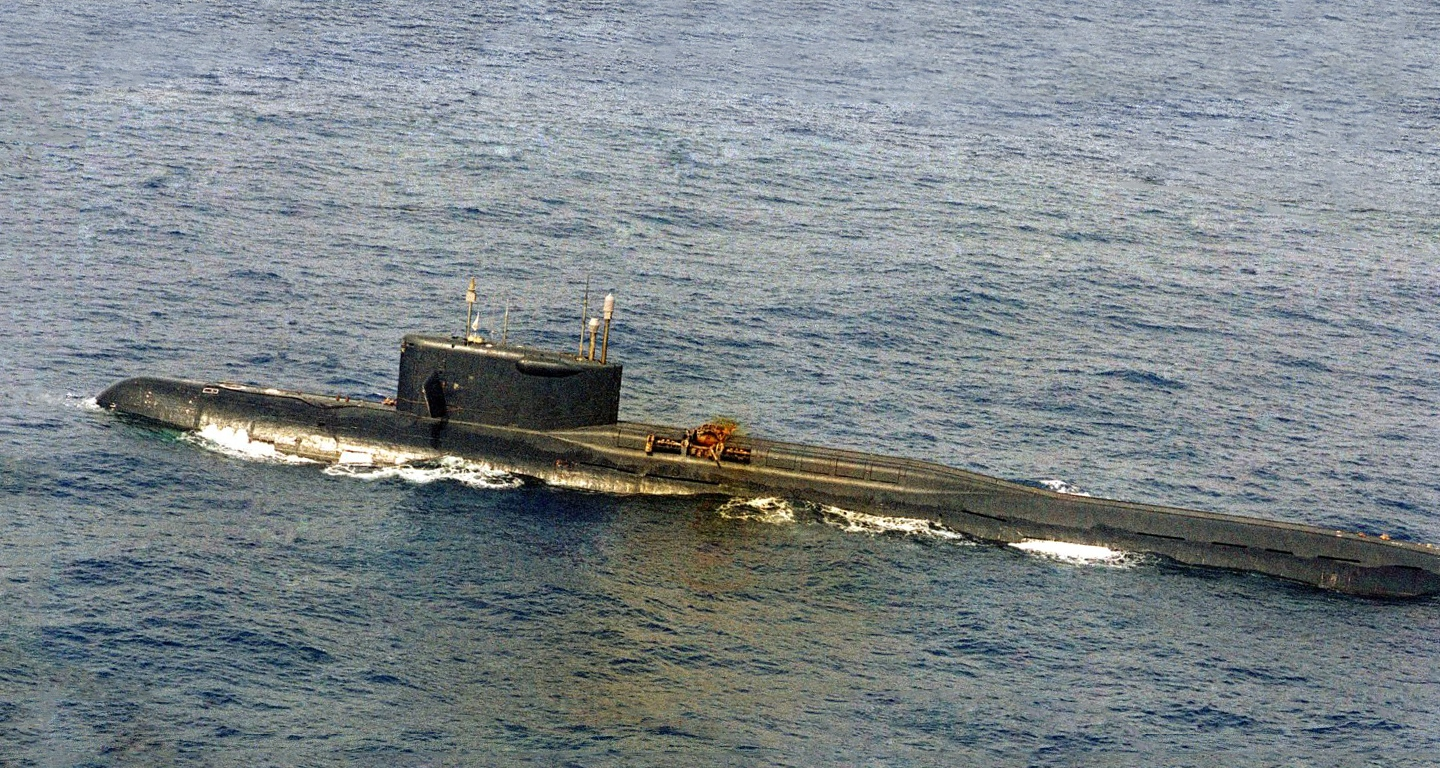
Okręt projektu 667A

Stopień komplikacji konstrukcji projektu 667 spowodowanej koniecznością końcowego montażu pocisków dopiero na pokładzie okrętów oraz ideą obrotowej wyrzutni, spowodował iż projekt ten nie doczekał się realizacji. Tymczasem dobiegały końca prace nad nowymi mniejszymi pociskami RT-15M na paliwo stałe, będącymi morską wersją pocisku lądowego, który wszedł do testów na pokładzie okrętu projektu 613D7 (NATO: Whiskey) (S-229), a następnie odbył 20 startów testowych z pokładu okrętu projektu 629B. Biuro SKB-385 – jak się wydaje – nie było jednak w znaczący sposób zainteresowane rozwojem ciężkiego pocisku na paliwo stałe lub też nie było w tym czasie w stanie opracować pocisku odpowiadającego amerykańskim pociskom Polaris. Ponadto program rozwojowy tego pocisku znacznie przekroczył założone ramy czasowe. W rezultacie cały program pocisku R-15M został w 1964 r. anulowany}. SKB-385 zaproponował za to wprowadzenie do służby mniejszych i trzykrotnie lżejszych od nich jednostopniowych pocisków R-27 na paliwo ciekłe (NATO: SS-N-6, Serb), działających w systemie D-5. R-27 był jednostopniowym, odpalanym spod wody pociskiem na paliwo ciekłe o zasięgu 2500 km. Pierwsze testy R-27 miał miejsce w latach 1963–1967 z pokładu wyposażonego w dwie wyrzutnie okrętu projektu 613D5, a następne z pokładu zmodyfikowanego okrętu projektu 629B (NATO: Golf SSB) przekonstruowanego do projektu 605 z czterema wyrzutniami.
We wczesnych latach 60. XX wieku rozważana była możliwość przezbrojenia wcześniejszego projektu 658 (NATO: Hotel) w system D-5 z pociskami R-27. Dodatkowo w latach 1964–1965 TsKB-16 rozpoczęło wstępne prace nad projektem 687 – ultraszybkim okrętem o konstrukcji opartej na projekcie 705 (NATO: Alfa) z wypornością podwodną 4200 t, wyposażonym w system D-5 z pociskami R-27 lub R-27K – przeciwokrętowym wariancie R-27. W tym samym czasie SKB-143 rozpoczęło prace nad okrętami projektu 679 opartymi na konstrukcji projektu 671, także uzbrojonymi w system rakietowy D-5. Schemat prac konstrukcyjnych w tym zakresie był zbliżony do prac nad amerykańską konwersją okrętów typu Skipjack do konfiguracji Polaris. Prace zostały jednakże przerwane przed osiągnięciem jakichkolwiek rezultatów, bazując za to na dobrze zapowiadającym się systemie D-5/ R27, TsKB-18 skierowało swój wysiłek na konstrukcję projektu 667A, którego szefem projektu został Siergiej Kowaljew, będący ostatecznym szefem programu projektu 658. Projekt 667A został skierowany do produkcji w Siewierodwińsku oraz w Komsomolsku nad Amurem. Podobnie do amerykańskich okrętów Polaris okręty projektu 667A wyposażone zostały w 16 pionowych wyrzutni, umieszczonych w dwóch rzędach tuż za kioskiem. Mimo że zasadniczo były porównywalne z okrętami typu George Washington, okręty te dysponowały jednakże lepszą od amerykańskich jednostek głębokością zanurzenia, krótszym czasem pomiędzy odpaleniem poszczególnych pocisków, a także większą prędkością maksymalną. 667A mogły odpalać pociski z głębokości 50 metrów – dwukrotnie większej niż jednostki typów Polaris. Okręty te mogły też wystrzeliwać pociski spod wody poruszając się z prędkością trzech do sześciu węzłów, podczas gdy jednostki amerykańskie musiały tego dokonywać przy mniejszej prędkości, optymalnie zaś, pozostawać nieruchomo. Zgodnie jednak z opiniami nawet radzieckich konstruktorów, okręty radzieckie były znacząco głośniejsze od jednostek amerykańskich. Czas przygotowania przedstartowego wynosił około 10 minut, czas strzału jednej salwy czterech pocisków wynosił 24 sekundy, jednakże niezbędne były pauzy pomiędzy poszczególnymi salwami, stąd czas pomiędzy wystrzeleniem pierwszej salwy oraz ostatniej (przy 16 przenoszonych pociskach) wynosił 27 minut}. Przedstawiciele radzieckiej marynarki oraz przemysłu szczerze przyznawali, iż mimo wszystko – przez znacznie większy poziom hałasu okrętów radzieckich – ustępowały one jednostkom amerykańskim. Podobnie gorsze opinie w porównaniu do swoich amerykańskich odpowiedników notowały radzieckie pociski – zwłaszcza wobec Polaris A-3. Jak stwierdził Siergiej Kowaljew, radzieckie biura konstrukcyjne miały kłopoty z opanowaniem skomplikowanej natury rozchodzenia się dźwięku pod wodą. Biura konstrukcyjne podejmowały wszelkie działania w celu wyciszenia projektowanej jednostki, tymczasem po zwodowaniu okrętu, podczas prób, okazywało się, że wszystkie elementy razem nie działały cicho – okręt okazywał się głośny.
Pierwszy okręt projektu 667A – K-137 Leniniec – zwodowany został 28 sierpnia 1966 roku, a wcielony do służby 5 listopada 1967. Do 1972 roku zbudowano 34 jednostki tego typu – 24 w stoczni w Siewierodwińsku oraz 10 w Komsomolsku, przy czym tempo budowy przekroczyło tempo powstawania amerykańskich okrętów Polaris (średnio 6,8 okrętu na rok, przy 5,5 w stoczniach amerykańskich). Dodatkowo, podczas gdy amerykański program zakończył się po wybudowaniu 41 jednostek, sowiecki program budowy okrętów SSBN był w dalszym ciągu kontynuowany.

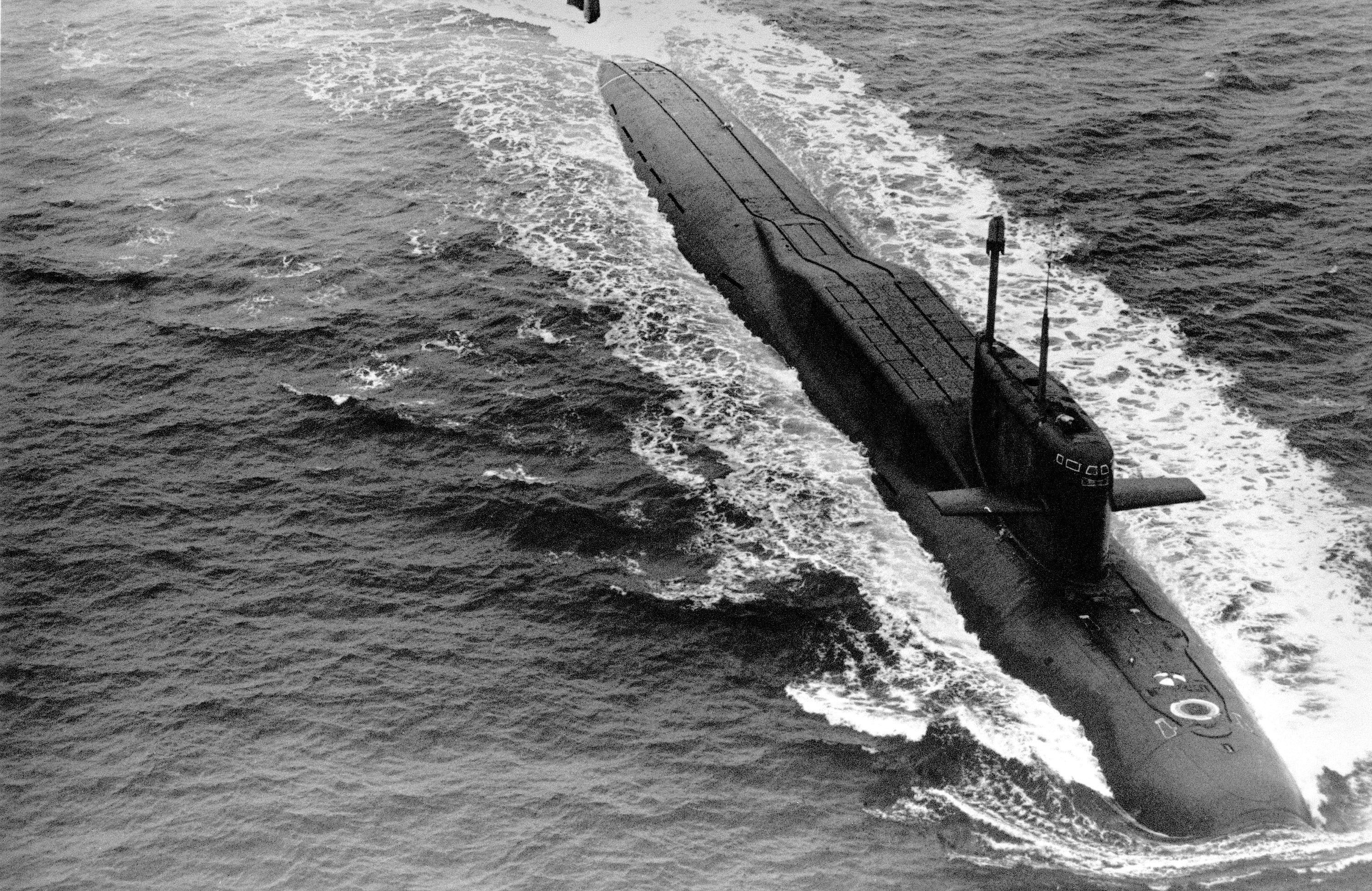
Okręt projektu 667AM K-140

Pierwszy okręt 667A/ Yankee wyszedł na patrol atlantycki w czerwcu 1969 roku. Szesnaście miesięcy później, w październiku 1970 roku, okręty SSBN tego typu rozpoczęły patrole na Pacyfiku, przy czym okręty te operowały na akwenach, z których wybrzeże Stanów Zjednoczonych znajdowało się w zasięgu ich pocisków. Mimo znacznie mniejszego zasięgu pocisków radzieckich niż zasięg amerykańskich Polaris A-3, w zasięgu radzieckich okrętów znajdowały się wszystkie najważniejsze miasta na wybrzeżu USA{. Od 1971 roku dwa okręty 667A regularnie, a do czterech okazjonalnie znajdowały się na Atlantyku w odległości zasięgu pocisków do USA, zaś na obszarze Pacyfiku, co najmniej jeden okręt zawsze miał Stany Zjednoczone w zasięgu. Podczas budowy tych okrętów istniejące już jednostki podlegały ulepszeniom: w 1983 roku otrzymały system rakietowy D-5U z pociskami R-27U. Dzięki tym pociskom zwiększeniu do 3000 km uległ zasięg możliwego do wykonania ataku, za pomocą jednej głowicy lub – w późniejszym okresie – za pomocą trzech (ten sam cel) głowic MRV podobnych do przenoszonych przez Polaris A-3. W tym czasie wszystkie 34 znajdujące się w służbie okręty otrzymały nowy system rakietowy D-5U i zaawansowane systemy nawigacyjne. Skutkiem ulepszeń okręty te otrzymały nowe oznaczenie projekt 667AU.
W latach 1973–1976 wcześniejszy okręt projektu 667A – K-140 został w Świerdwińsku zmodernizowany przez zamianę systemu rakietowego na D-11. Tworzące ten system pociski R-31 (NATO: SS-N-17 Snipe), o zasięgu 3900 km, były pierwszymi radzieckimi pociskami SLBM na paliwo stałe i jako takie miały zademonstrować radziecką zdolność do wprowadzenia do służby pocisków SLBM na tego rodzaju paliwo. Zmodyfikowany i przemianowany na 667AM K-140 mieścił dwanaście pocisków balistycznych w miejsce standardowych szesnastu. W latach 1969–1973 biuro TsKB-16 rozpoczęło program konstrukcji okrętów projektu 999, mogących przenosić 16 pocisków R-31. Program ten zakończył się niepowodzeniem, K-140 pozostał jedynym okrętem projektu 667AM – jedynego uzbrojonego w pociski na paliwo stałe, aż do roku 1984, kiedy wprowadzono do służby pociski R-39 (NATO: SS-N-20 Sturgeon).
W latach 70. i wczesnych 80. XX wieku na Zachodzie dyskutowano nad faktem patroli okrętów typu Yankee u wybrzeży USA, które jakoby mogły odpalać pociski o spłaszczonej trajektorii i zredukowanym czasie lotu. Mogło to rodzić zwiększoną podatność amerykańskich baz, centrów dowodzenia i innych ważnych celów. Obawy te próbowała rozwiewać Centralna Agencja Wywiadowcza, argumentując, iż jest bardzo nieprawdopodobne, aby ZSRR mógł dopracować się takiej technologii, podpierając swe twierdzenie m.in. tym, iż nie zaobserwowano jakichkolwiek testów pocisków balistycznych o takich parametrach trajektorii i lotu.
Problemy techniczne
Napęd na paliwo ciekłe radzieckich pocisków tego czasu rodził wiele problemów na pokładach przenoszących je okrętów podwodnych. W 1970 r. na pokładzie K-219 nastąpił wyciek, pożar, a w konsekwencji eksplozja na morzu. Okręt ocalał i udało się doprowadzić go do portu, gdzie został poddany remontowi. Wkrótce jednak (3 października 1986 r.) na pokładzie tego samego okrętu z piętnastoma pociskami pod pokładem, w trakcie rejsu w odległości około 600 mil morskich (1100 km) od wysp bermudzkich nastąpił kolejny wypadek z paliwem rakietowym. Okrętowi udało się wynurzyć, nie udało się jednak opanować pożaru okrętu. Radziecki transportowy statek komercyjny próbował wprawdzie holować jednostkę, jednakże braki w wyszkoleniu załogi spowodowały, iż 6 października 1986 r. okręt zatonął – a wraz z nim czterech członków załogi.

### Delta
W 1963 roku ZSRR rozpoczął prace nad zaawansowanym systemem rakietowym D-9, z napędzanym paliwem ciekłym pociskiem R-29 (NATO: SS-N-8 Sawfly). W tym samym roku TsKB-16 pod kierunkiem A.S. Smornowa i N.F. Szulczenki opracowało wstępne założenia dla propozycji okrętów projektu 701 o wyporności nawodnej ok. 5000 t, z sześcioma pociskami R-29. W rezultacie tych prac w 1964 roku Radziecka Marynarka Wojenna zdecydowała przedłużyć i przezbroić okręt K-145 projektu 658/Hotel SSBN w 6 pocisków R-29, uzyskując w ten sposób okręt projektu 701/Hotel III. Następnym przedłużonym i przezbrojonym okrętem został K-118 projektu 629/ Golf SSB, oznaczony w ten sposób jako projekt 601/ Golf III. Konwersje zostały dokonanie w Siewierodwińsku, prawdopodobnie także z udziałem stoczni Zwiezdoczka.
Prace nad całkowicie nową konstrukcją przenoszącą R-29 zostały odrzucone przez marynarkę, w związku z czym w roku 1965 biuro TsKB-18 pod kierunkiem Sergieja Kowaljewa podjęło prace nad projektem 667B (NATO: Delta I). 667B był projektem powiększonego w celu przenoszenia R-29, okrętu projektu 667A. Pomimo że nowe okręty przenosić miały jedynie 12 (wobec 16 na okrętach 667A) pocisków, ich początkowy zasięg R-29 (4200 Mm – 7,850 km) miał umożliwić marynarce zmianę strategii oraz sposobu prowadzenia operacji. Kiedy okręty Delta I weszły do produkcji w stoczniach w Siewierodwińsku oraz Komsomolsku, Stany Zjednoczone oraz ZSRR podpisały pierwsze w świecie porozumienie dotyczące broni jądrowej – SALT I. W roku 1974 radziecki program budowy okrętów SSBN przekroczył liczbę 41 "nowoczesnych" okrętów wybudowanych przez Stany Zjednoczone, w następnym roku liczba przenoszonych przez radzieckie okręty pocisków przewyższyła liczbę przenoszonych pocisków przez okręty US Navy. Dodatkowo aż do roku 1974 pozostawało siedem jednostek SSBN projektu 658M/Hotel II, jeden okręt SSBN projektu 701/ Hotel III, dziewięć jednostek SSB projektu 629/ Golf I oraz 13 okrętów SSB projektu 629A/ Golf II. Siły radzieckie miały więc przewagę ilościową, częściowo rekompensowaną amerykańską przewagą jakościową, a zwłaszcza technologiczną, w tym amerykańskimi pociskami Poseidon C-3 przenoszącymi 14 głowic niezależnie wycelowywanych na różne cele (MIRV) i znacznie celniejszych niż współczesne im głowice sowieckie. Większe natomiast głowice radzieckie powodowały większą siłę eksplozji niż ich amerykańskie odpowiedniki początku lat 70. Trzeba przy tym uwzględnić, że okręty starszego projektu 629/ Golf I zostały skierowane przeciwko celom regionalnym – przykładowo: dla sześciu okrętów Golf I z pociskami R-13 o zasięgu 600 km wyznaczonym akwenem operacyjnym było Morze Bałtyckie.
Począwszy od 1971 roku w szybkim tempie postępowały prace nad budową okrętów projektu 667B (NATO: Delta I). W tym roku w Siewierodwińsku rozpoczęto budowę okrętu prototypowego tego projektu – K-279, który przyjęto do służby 27 grudnia 1972. Do 1977 r., zbudowano 10 okrętów w Świerdwińsku i osiem w Komsomolsku. Okręty tego typu dysponowały wypornością ok. 9000 ton na powierzchni oraz kadłubem przedłużonym o 11 metrów w porównaniu z okrętami 667A. W większości pozostałych aspektów oba projekty były podobne. W trakcie budowy tego typu okrętów równolegle postępowała budowa czterech okrętów typu 667BD (NATO: Delta II). Okręty te były nieco większe od 667B z uwagi na zamiar zmieszczenia szesnastu pocisków R-29D (NATO: SS-N-8 Mod 2), co było powodem rozpoczęcia ich programu. Dodatkowe cztery pociski mogły być odpalane w drugiej salwie, po pierwszych dwunastu pociskach. W ramach procesu konstrukcji tych jednostek przedłużono w sumie o 16 metrów czwartą i piątą sekcję, co pozwoliło na zmieszczenie w kadłubie czterech dodatkowych wyrzutni. Zmiany te spowodowały wzrost wyporności o 1500 ton oraz spadek o jeden węzeł maksymalnej prędkości. Stały się zbyt duże dla budowy w znajdującym się ok. 450 km w głąb lądu Komsomolsku. W trakcie konstrukcji tych okrętów wprowadzono kilka ulepszeń zmierzających do redukcji wywarzanych przez nie szumów. Mechanizmy turbiny parowej zostały zamontowane na fundamencie dwustopniowej "poduszki". Zastosowano także nową izolację wibracji oraz nowe powłoki absorbujące dźwięk. System absorbujący wibracje został wprowadzony w celu odizolowania rur i innych urządzeń hydraulicznych od kadłuba okrętów. Pierwszy z nich – K-182 i trzy siostrzane jednostki, zostały ukończone w 1975 roku. Budowy dalszych okrętów tego projektu nie kontynuowano z uwagi na zamiar wprowadzenia do służby większych pocisków RSM-50 (R-29R, NATO: SS-N-18 Stingray).
Pierwszy okręt projektu 667B został wcielony w skład Floty Północnej w 1973 roku, w późniejszym czasie wcielono okręty tego projektu także w skład Floty Oceanu Spokojnego. Rejonami operacyjnymi tych jednostek było Morze Barentsa oraz wody w pobliżu Grenlandii. Patrole pacyficzne tych okrętów, rozpoczęły się w 1976, jednak w sposób regularny dopiero rok później. W roku 1991 floty Pacyfiku i Północna dysponowały dziewięcioma jednostkami 667B każda. W 1992 roku rozpoczął się okres wycofywania tych okrętów ze służby. Do roku 1996 wycofano ogółem 15 jednostek tego projektu, a następnie dalsze – zgodnie z postanowieniami traktatu START I. Cztery jednostki projektu 667BD wchodziły w skład 3 Flotylli Okrętów Podwodnych Floty Północnej – w latach 1995–1996 wszystkie zostały wycofane ze służby.
Projekt 667BDR
Specyfikacja okrętów nowego projektu typu DELTA III według nomenklatury NATO została przedstawiona w 1972 roku. Projekt 667BDR przeznaczony był dla systemu rakietowego D-9R z szesnastoma pociskami R-29R. W zależności od typu głowicy, w jaką wyposażone były te pociski, ich zasięg sięgał 6500 do 8000 km. R-29R były pierwszymi radzieckimi pociskami morskimi przenoszącymi głowice MIRV w liczbie trzech do siedmiu sztuk każdy. Nowy system rakietowy umożliwiał odpalenie dowolnej liczby z przenoszonych przez okręt pocisków w jednej salwie. System torpedowy oraz manewrów bojowych obsługiwany był przez system zarządzania walką Ałmaz-BDR, system nawigacyjny zaś stanowił bezwładnościowy Tobol-BD, zastąpiony później przez Tobol-M-1, a następnie przez Tobol-M-2. Dodatkowo zainstalowano sonar nawigacyjny Szmel służący do ustalania lokalizacji okrętu przy użyciu hydroakustycznego transpondera. Zastosowany na jednostkach 667BD system akustyczny Kercz, na okrętach projektu 667BDR zastąpiono systemem Rubikon.
Pierwszy okręt projektu został wcielony do służby w 1976 roku – ogółem, w latach 1975–1982, stocznia w Siewierodwińsku wybudowała czternaście jednostek tego typu. W momencie podpisania traktatu START I – w 1991 roku we Flocie Północnej służyło pięć jednostek projektu 667BDR, we Flocie Oceanu Spokojnego natomiast – dziewięć Do roku 1995, wycofano ze służby po jednej jednostce z obu flot, do dziś natomiast (2009), służbę kontynuuje pięć jednostek tego typu.
|                              | Projekt          | Projekt          | Projekt           | Projekt            |
| 667A                         | 667B             | 667BD            | 667BDR            |                    |
| ---------------------------- | ---------------- | ---------------- | ----------------- | ------------------ |
| Kod NATO                     | Yankee           | Delta I          | Delta II          | Delta III          |
| Wejście do służby            | 1967             | 1972             | 1975              | 1976               |
| Wyporność                    |                  |                  |                   |                    |
| nawodna                      | 7760 t           | 8900 t           | 10 500 t          | 10 600 t           |
| podwodna                     | 9600 t           | 11 000 t         | 13 000 t          | 13 000 t           |
| Długość                      | 128,0 m          | 139,0 m          | 154,5 m           | 155,0 m            |
| Szerokość                    | 11,7 m           | 11,7 m           | 11,7 m            | 11,7 m             |
| Zanurzenie                   | 7,9 m            | 8,4 m            | 8,6 m             | 8,7 m              |
| Reaktory                     | 2 VM-2-4         | 2 VM-4B          | 2 VM-4B           | 2 VM-4S            |
| Turbiny                      | 2                | 2                | 2                 | 2                  |
| moc                          | 52 000 KM        | 52 000 KM        | 52 000 KM         | 60000 KM           |
| wały napędu                  | 2                | 2                | 2                 | 2                  |
| Prędkość                     |                  |                  |                   |                    |
| nawodna                      | 15,0 w           | 15,0 w           | 15,0 w            | 14,0 w             |
| podwodna                     | 28,0 w           | 26,0 w           | 24,0 w            | 24,0 w             |
| Głębokość testowa zanurzenia | 450 m            | 450 m            | 450 m             | 400 m              |
| Pociski                      | 16 R-27 (SS-N-6) | 12 R-29 (SS-N-8) | 16 R-29D (SS-N-8) | 16 R-29R (SS-N-18) |
| Wyrzutnie torpedowe          |                  |                  |                   |                    |
| dziób                        | 4 × 533 mm       | 4 × 533 mm       | 4 × 533 mm        | 4 × 533 mm         |
| rufa                         | 2 × 400 mm       | 2 × 400 mm       | 2 × 400 mm        | 2 × 400 mm         |
| Torpedy                      | 12 + 8           | 12 + 6           | 12 + 6            | 12 + 6             |
| Załoga                       | 120 osób         | 120              | 135               | 130                |

| R-27          | R-29                          | R-29D                       | R-29R                       |                             |
| ------------- | ----------------------------- | --------------------------- | --------------------------- | --------------------------- |
| Kod NATO      | SS-N-6                        | SS-N-8 Sawfly               | SS-N-8 Mod 2                | SS-N-18 Stingray            |
| Masa          | 14 200 kg                     | 33 300 kg                   | 33 300 kg                   | 35 300 kg                   |
| Długość       | 9,61 m                        | 13,0 m                      | 13,0 m                      | 14,1 m                      |
| Średnica      | 1,5 m                         | 1,8 m                       | 1,8 m                       | 1,8 m                       |
| Napęd         | jednostopniowy, paliwo ciekłe | dwustopniowy, paliwo ciekłe | dwustopniowy, paliwo ciekłe | dwustopniowy, paliwo ciekłe |
| Zasięg        | 2400 km                       | 7800 km                     | 9100 km                     | 8000 km                     |
| Naprowadzanie | inercyjne                     | inercyjne                   | inercyjne                   | inercyjne                   |
| Głowica       | 1 RV 1 Mt                     | 1 RV                        | 1 × 0,5 do 1 Mt             | 1 lub 3 lub 7 MIRV          |

## Traktat SALT I
Podpisany w 1972 r. traktat SALT I ograniczył liczbę platform przenoszenia broni jądrowej, w tym liczbę jednostek operacyjnych, i 26 maja 1972 znajdujących się w trakcie budowy. W jego ramach, rozpoczynające w tym czasie program Trident Stany Zjednoczone zgodziły się przyjąć na siebie limit 44 okrętów podwodnych przenoszących pociski balistyczne, mających łącznie 710 SLBM, natomiast Związek Radziecki przystał na limit 62 jednostek (liczba ówcześnie na służbie i w trakcie budowy) zaopatrzonych łącznie w 950 pocisków SLBM. Ewentualne wprowadzenie do służby nowych wyrzutni (tj. na nowych okrętach) wymaga – zgodnie z porozumieniem – likwidacji odpowiedniej liczby lądowych wyrzutni ICBM lub innych wyrzutni morskich SLBM, nie później niż z dniem rozpoczęcia testów morskich nowego okrętu. Traktat ten był największą konstrukcją prawną ograniczającą liczbę okrętów wojennych od czasu traktatu londyńskiego z lat 30. XX w. Z uwagi na fakt, iż SALT I dotyczył jedynie USA i ZSRR, ten ostatni podnosił, iż nie wiąże on Wielkiej Brytanii, Francji oraz Chin – pozostałych potencjalnych wrogów tego kraju, którzy także budowali okręty SSBN.

## Systemy trzeciej generacji

### Tajfun
Amerykański program budowy okrętów Trident przyspieszył budowę okrętów trzeciej generacji w ZSRR. W trakcie spotkania Leonida Breżniewa z prezydentem Geraldem Fordem w listopadzie 1974 r. we Władywostoku obaj przywódcy uzgodnili formułę traktatu SALT II nakładającego dalej idące ograniczenia strategicznych broni ofensywnych. Sekretarz generalny KC KPZR zadeklarował jednak, iż jeśli Stany Zjednoczone rozmieszczą system Trident, Związek Radziecki będzie zmuszony rozwinąć program strategicznego okrętu Tajfun.

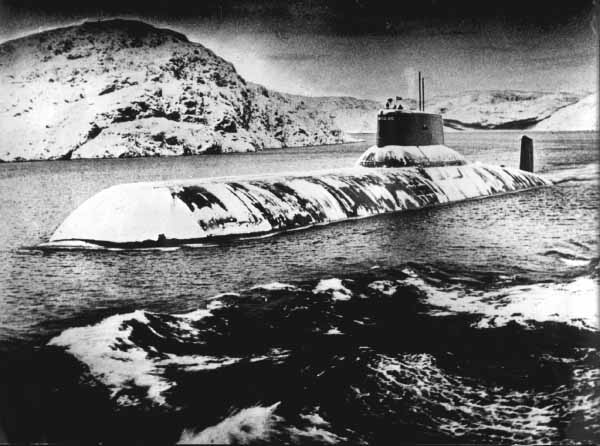
Okręt projektu 941

W rzeczywistości program nowego okrętu balistycznego projektu 941 rozpoczęto już dwa lata wcześniej – w 1972 r. w biurze konstrukcyjnym Rubin, pod kierunkiem Kowaliewa. W wyniku tego programu powstały okręty projektu 941 (NATO: Typhoon) – największe okręty podwodne spośród kiedykolwiek zbudowanych, w jakimkolwiek kraju świata. W nomenklaturze radzieckiej okręty typu Tajfun zwane były ciężkimi, strategicznymi krążownikami podwodnymi. Kowaljew i pracownicy jego zespołu przeanalizowali liczne koncepcje projektu, w tym gigantycznego okrętu o długości 235 m – ta koncepcja została zarzucona z powodu braku w Związku Radzieckim suchych doków i innych obiektów o wymaganej dla tak dużych jednostek długości. Ostatecznie biuro Rubin opracowało unikalny i niezwykle innowacyjny projekt, według 441. koncepcji przeanalizowanej przez biuro. W rzeczywistości okręty typu Tajfun mają długość porównywalną z amerykańskimi okrętami typu Ohio – 172 m przy 170 m długości tych ostatnich. O ile jednak amerykańskie okręty mają – określaną jako beam – szerokość 11,7 m, szerokość okrętów radzieckich wynosi 23,2 m, a wyporność podwodna 48 000 ton – trzykrotnie większa od wyporności okrętów typu Trident. Okręty projektu 941 miały rezerwę wyporu hydrostatycznego wynosząca około 48%, podczas gdy okręty Ohio – jedynie około 15% rezerwy. Rezerwa ta pomaga w zmniejszeniu zanurzenia jednostki, a także znacznie ułatwia przebicie się okrętu przez lód, a zwłaszcza pak lodowy w celu wystrzelenia pocisków (25 sierpnia 1995 jeden z okrętów 941 wynurzył się na biegunie północnym, przebijając przed wystrzeleniem pocisku R-39 około 2,5-metrową warstwę lodu).
941 jako pierwsze w Związku Radzieckim mają strukturę katamaranu. Zbudowane są z dwóch równoległych kadłubów sztywnych, mieszczących pomieszczenia dla załogi, wyposażenie oraz maszynownie. Każdy z kadłubów, o długości 149 m i maksymalnej średnicy 7,2 m, składa się przy z ośmiu sekcji. Dwadzieścia wyrzutni startowych umieszczonych jest w dwóch rzędach pomiędzy kadłubami, w przedniej części okrętu (przed kioskiem). Pomieszczenie kontroli, centrum zarządzania systemem rakietowym i inne pomieszczenia zarządzania umieszczone są w dwóch dużych sekcjach pomiędzy kadłubami sztywnymi. Centrum ma wymiary: 30 m długości i 6 m średnicy. Kiosk okrętu wystaje 13 m ponad linię wodną. Dodatkowa sekcja – łącząca kadłuby sztywne – została umieszczona z przodu. Zawiera wyrzutnie torpedowe i magazyn torped. Ogółem Tajfun składa się z siedemnastu – zawartych w masywnym kadłubie zewnętrznym o długości 172 m – sekcji, przy czym wszystkie kadłuby i sekcje połączone są ze sobą przejściami. Kadłuby sztywne, pomieszczenia kontroli oraz sekcje torpedowe wykonane zostały z tytanu, kadłub lekki zaś wykonany został ze stali. Okręty te dysponowały najlepszą w radzieckiej i aktualnie rosyjskiej marynarce wojennej przestrzeń życiową załogi, w tym: małą salę gimnastyczną, solarium, saunę, a nawet ptaszarnię. Pomieszczenia sypialne załogi stanowią małe boksy zawierające koje, oficerowie mają przestrzeń sypialną w prywatnych kabinach dwu- i czteroosobowych. Ponad każdym kadłubem sztywnym znajdują się komory bezpieczeństwa, zdolne łącznie do wyniesienia na powierzchnię wody całej załogi – około stu sześćdziesięciu osób.
Okręty tego projektu zostały wyposażone w system sonarowy Skat zdolny do równoczesnego śledzenia 10–12 obiektów, zawierający sonar niskiej częstotliwości MGK-503 ze sferyczną anteną (NATO: Shark Gill). Każdy z dwóch kadłubów sztywnych mieści jeden reaktor OK-650 z turbiną parową – zespół o mocy 50 000 KM (190 megawatów) oraz jeden generator o mocy 800 kilowatów. W celu ochrony każdej z dwóch śrub przed uszkodzeniem bądź zniszczeniem przez lód umieszczono je w specjalnych osłonach. Tajfun wyposażony jest również w dwie pomocnicze gondole napędowe – na dziobie i rufie – opuszczane i uruchamiane w celach manewrowych jednostki oraz nieruchomego zawisu pod wodą.
W trakcie opracowywania konstrukcji okrętu w leningradzkiej stoczni admiralicji przygotowano zautomatyzowany model badawczy – według niedopracowanego jeszcze projektu – w skali 1:10, wyposażony w instrumenty badawcze. Ostatecznie budowę pierwszego okrętu typu Tajfun TK-208 "Dmitrij Donskoj" rozpoczęto 30 czerwca 1976 r. w Siewierodwińsku. Hala konstrukcyjna, w której okręty były budowane, została specjalnie wybudowana dla potrzeb projektu 941 oraz 949 (NATO: Oscar SSGN). Była to największa tego typu hala na świecie.
Tajfuny uzbrojone były w system rakietowy D-19 z dwudziestoma pociskami R-39 na paliwo stałe o zasięgu 10 000 km oraz w zautomatyzowany system torpedowo-rakietowy, z dwiema wyrzutniami kalibru 650 mm oraz czterem kal. 533 mm. Siłownie tych okrętów mieściły dwa chłodzone wodą reaktory o mocy 190 MW każdy oraz dwie turbiny parowe, co pozwalało na osiągnięcie prędkości podwodnej 27 węzłów. Na okręcie zastosowano najnowocześniejsze z dostępnych wówczas w ZSRR technologie wyciszenia, dzięki czemu projekt 941 był cichszy niż wszystkie dotychczasowe okręty radzieckie. W celu redukcji poziomu hałasu, zastosowano dwustopniową, gumowaną obręcz pneumatyczną, absorbującą wstrząsy i drgania, a także modułową strukturę mechanizmów i wyposażenia okrętu.
Pierwszy okręt tego projektu – TK-208 "Dmitrij Donskoj" został zwodowany 23 września 1980 r., testy i próby morskie rozpoczęły się w czerwcu 1981 r., zaś przyjęcie nowej jednostki do służby w składzie Floty Północnej miało miejsce 12 grudnia 1981 r. W ślad za pierwszą jednostką nastąpiła budowa kolejnych pięciu. Wszystkie jednostki tego typu weszły do służby między 1981 r., a 1989. Były zgrupowane w "Pierwszej Flotylli Nuklearnych Okrętów Podwodnych", w Zapadnaja Lica (baza Nerpichja).
Aktualnie (2009) wszystkie okręty tego typu są wycofane ze służby, jeden z nich – TK-208 jest dziś okrętem doświadczalnym i testowym (służącym głównie do testów pocisków balistycznych), pozostałe są w trakcie rozbiórki i złomowania, w celu zastąpienia ich nowymi jednostkami typu Borei (projekt 955).

### SLBM na paliwo stałe
Wstępne prace nad systemem rakietowym z napędzanym paliwem stałym pociskiem ICBM rozpoczęły się w Biurze Konstrukcyjnym Budowy Maszyn Makijewa w 1971 r. Rozwój pierwszego systemu SLBM zasilanego takim rodzajem paliwa rozpoczął się dwa lata później. Prace nad systemem D-19 wyposażonym w pociski R-39 rozpoczęły się w zgodzie z dekretem Rady Ministrów Ukraińskiej SRR z września 1973 r. R-39 był trzystopniowym pociskiem na paliwo stałe, z silnikami pierwszego i drugiego stopnia w osłonie epoksydowej, o zasięgu 8300 km. W celu zmniejszenia rozmiarów pocisku w silnikach I i II stopnia zastosowano wysuwane dysze. Sekcja czołowa pocisku mieściła post-buster z systemem nawigacji i napędzanym paliwem ciekłym systemem przenoszącym 10 głowic MIRV. Same głowice, o mniejszym kącie czołowym niż głowice poprzednich pocisków SLBM, umieszczone były w tylnej sekcji post-bustera, wokół nosa (sekcji czołowej) trzeciego stopnia napędowego. Pocisk zainstalowany był w tubie startowej, gdzie podtrzymywany był przez znajdujące się na górze urządzenie absorbujące wstrząsy. R-39 był wystrzeliwany przez ciśnienie zmagazynowanych gazów (zimny start), natomiast specjalny system przeciwwstrząsowy na paliwo stałe generował otulinę gazową wokół pocisku, której zadaniem było zmniejszenie efektu oddziaływania ciśnienia hydrodynamicznego na pocisk, podczas podwodnej fazy startu. Zapłon silnika pierwszego stopnia następował po opuszczeniu przez pocisk tuby startowej.
Testy pocisku rozpoczęły się w 1979 roku próbami przeprowadzonymi z pokładu okrętu K-153 (projekt 629/ 619), kontynuowanymi następnie przez testy ze stanowisk lądowych. Spośród 17 testów lądowych, połowa zakończyła się fiaskiem wynikłym z problemów z silnikami pierwszego i drugiego stopnia. Po przekonstruowaniu systemów napędowych kontynuowano z pokładu pierwszego okrętu projektu 941 (TK-208) testy, z których 11 zakończyło się sukcesem.
System D-19 został zaakceptowany do służby w roku 1984. Po okręcie TK-208 także pięć kolejnych okrętów tego projektu otrzymało po 20 pocisków tego systemu, przy czym formalne przyjęcie do służby pocisków R-39 nastąpiło w 1989 roku. Już w roku 1980 rozpoczęły się prace nad następcą tego pocisku dla projektu 941 – R-39M, który miał być przenoszony także przez okręty przyszłego typu Borei (Jurii Dołgoruki). Testy w locie tego pocisku rozpoczęły się w 1996 r., jednakże po czterech nieudanych próbach program anulowano, na rzecz nowego pocisku R-30 na paliwo stałe opracowywanego pod kierunkiem nie posiadającego do tej pory doświadczenia w konstruowaniu pocisków SLBM Moskiewskiego Instytutu Technologii Cieplnych (MITT) we współpracy z Biurem Konstrukcyjnym Budowy Maszyn.

### Delta IV
Niemal równolegle z Projektem 941/ Tajfun zespół Kowaljewa w Rubinie opracowywał projekt okrętów 667BDRM (NATO: Delta IV). Dekret nakazujący rozpoczęcie prac nad tym projektem został wydany 10 września 1975 r. Projekt tych okrętów korzystał z rozwiązań wcześniejszych typów Yankee oraz Delta, w większości jednak, jest to całkowicie nowa konstrukcja trzeciej generacji. Okręty te są znacznie większe niż ich poprzednicy (o 1200 ton wyporności oraz 12 m długości), otrzymały bardziej zaawansowane technologie wyciszające, przenosiły też większe, trzystopniowe pociski w systemie D-9RM na paliwo ciekłe – R-29RM (NATO: SS-N-23 Skiff). W celu zwiększenia wytrzymałości kadłub sztywny oraz grodzie na obu krańcach zostały wyprodukowane metodą elektro-wytapiania stali, przez co uzyskano większą plastyczność.

W zależności od liczby przenoszonych głowic (do 4) MIRV pocisk R-29RM, w który wyposażone były okręty tego projektu, mógł osiągnąć cel na dystansie do 4480 mil morskich (8300 km). SS-N-23 stanowiły ostatnie pociski SLBM skonstruowane pod kierunkiem Makajewa. Podwodne odpalenie tych pocisków przez Delta IV mogło nastąpić z głębokości do 55 m, przy prędkości do 6 węzłów. 

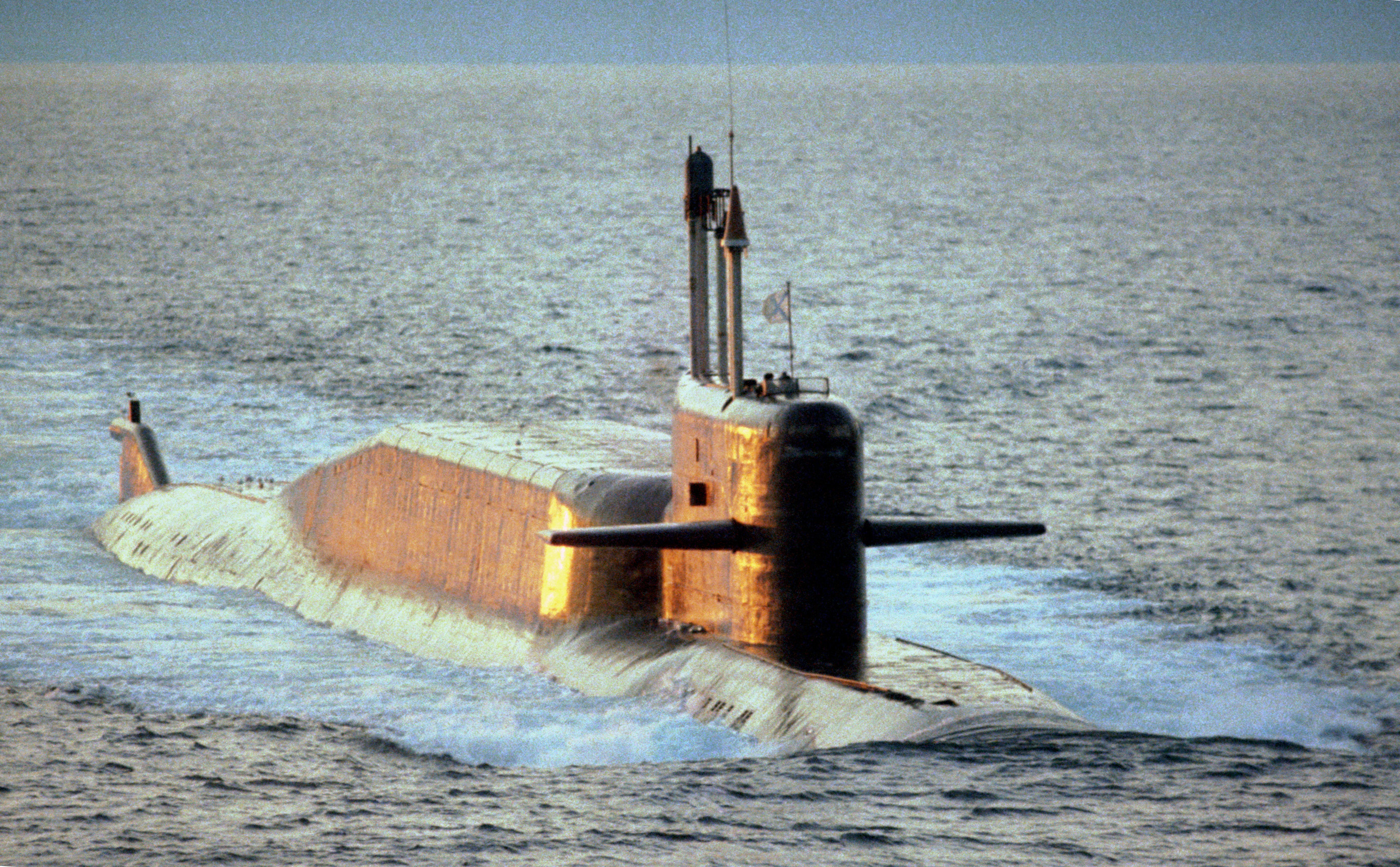
Okręt podwodny projektu 667BDRM

Podobnie jak jej poprzednicy Delta IV ma dwa reaktory jądrowe (WM-4SG) oraz dwie śruby jednak z ulepszoną konfiguracją rufy, skutkującą większą efektywnością napędu i zmniejszonym poziomem hałasu. Jeden z radzieckich analityków opisał okręty 667BDRM w taki sposób:

"Okręty drugiej generacji były cichsze, jednakże postęp w zmniejszeniu hałasu został osiągnięty przez radziecki przemysł dopiero w latach 80. XX wieku, w momencie pojawienia się okrętów «667BRDM». W tym czasie zastosowane zostały nowe technologie skutkujące ulepszeniem o rząd wielkości dokładności wykonania wału napędowego i śrub. Znaczący postęp w obniżeniu poziomu hałasu został osiągnięty także dzięki zastosowaniu aktywnych metod tłumienia hałasu".

Wśród wspomnianych aktywnych technik tłumienia hałasu znajdują się prawdopodobnie także techniki wspomagane komputerowo, których zastosowanie teoretycznie czyni możliwą redukcję nawet o 40 dB. Lepsze wyciszenie niż w innych projektach okrętów serii 667 uzyskano także dzięki umieszczeniu wszystkich mechanizmów i wyposażenia we wspólnej ramie, odseparowanej od kadłuba sztywnego specjalnym buforem. Zastosowano ponadto lokalne absorbery dźwięku wokół systemów energetycznych, efektywniejszą powłokę absorbującą wewnątrz i na zewnątrz kadłuba oraz pięciopłatowe śruby o ulepszonych właściwościach dźwiękowych. Cały system powoduje obniżenie poziomu hałasu wytwarzanego przez okręty Delta IV, do 1/3 poziomu hałasu 667BDR (Delta III).
Okręty Projektu 667BDRM wyposażone zostały w system rakietowo-torpedowy TRV-671 RTM, składający się z czterech wyrzutni kalibru 533 mm. W przeciwieństwie do systemu zainstalowanego na okrętach 667BDR okręty 667BDRM otrzymały wszystkie rodzaje torped, rakietotorped przeciw podwodnych, oraz pozoratorów hydroakustycznych. Okręty te otrzymały także system zarządzania walką Omnibus BDRM, zapewniający scentralizowaną kontrolę nad wszelkimi rodzajami operacji bojowych. System ten zbiera i przetwarza dane oraz ułatwia wybór manewrów taktycznych oraz podejmowanie w czasie walki decyzji o wyborze broni torpedowej lub rakietowo-torpedowej. Okręty te wyposażone zostały także w system nawigacyjny Szljuz, który zabezpiecza niezbędną dla okrętu i jego systemu balistycznego dokładność ustalenia pozycji. Aktualizacja danych o pozycji okrętu dokonywana jest dwa razy dziennie za pomocą zainstalowanego w peryskopie systemu astrokorekcji. System ten uzupełniany jest także sonarowym transponderem nawigacyjnym. System sonarowy okrętów tego projektu stanowi Skat-BDRM.
Budowa pierwszego okrętu – projektu K-51 "Wierchoturie" – została rozpoczęta w 1981 r., okręt został zwodowany w roku 1984, przyjęty do służby w składzie Floty Północnej ZSRR 29 grudnia 1984 r. Stocznia 402 w Siewierodwińsku do 1992 roku zbudowała siedem okrętów Delta IV. Kiedy prezydent Borys Jelcyn zatrzymał budowę dalszych okrętów tego typu, w stoczni rozpoczęta już była budowa co najmniej dwóch kolejnych jednostek. Obecnie wszystkie jednostki tego projektu kontynuują służbę w składzie Trzeciej Flotylli Strategicznych Okrętów Podwodnych w Jagielnaja Guba.
| /                            |            |                         |
| Wejście do służby            | 1981       | 1984                    |
| Wyporność                    |            |                         |
| nawodna                      | 23 200 t   | 11 740 t                |
| podwodna                     | 48 000 t   | 18 200 t                |
| Długość                      | 172,0 m    | 167,0 m                 |
| Szerokość                    | 23,2 m     | 11,7 m                  |
| Zanurzenie                   | 11,0 m     | 8,8 m                   |
| Reaktory                     | 2 x OK-650 | 2 x VM-4SG              |
| Turbiny                      | 2          | 2                       |
| moc                          | 100 000 KM | 60 000 KM               |
| wały napędu                  | 2          | 2                       |
| Prędkość                     |            |                         |
| nawodna                      | 12 w       | 14 w                    |
| podwodna                     | > 25 w     | 24 w                    |
| Głębokość testowa zanurzenia | 400 m      | 400 m                   |
| Pociski                      | 20 x R-39  | 16 x R-29RMU / R-29RM   |
| Wyrzutnie torpedowe          |            |                         |
| dziób                        | 4 × 533 mm | 4 × 533 mm              |
| rufa                         | 6 × 400 mm | 4 × 400 mm / 2 × 650 mm |
| Torpedy                      | 22         | 12                      |
| Załoga                       | 150 osób   | 135                     |

| R-39              | R-29RM                     | R-29RMU                          |                               |
| ----------------- | -------------------------- | -------------------------------- | ----------------------------- |
| Kod NATO          | SS-N-20                    | SS-N-23                          | SS-N-23                       |
| Wejście do służby | 1984                       | 1986                             | w rozwoju                     |
| Masa              | 84 000 kg                  | 40 500 kg                        | 43 000 kg                     |
| Długość           | 16,0 m                     | 14,8 m                           | 14,8 m                        |
| Średnica          | 2,4 m                      | 1,9 m                            | 1,9 m                         |
| Napęd             | trzystopniowy paliwo stałe | trzystopniowy paliwo ciekłe      | trzystopniowy paliwo ciekłe   |
| Zasięg            | 8300 km                    | 8300 km                          | 11 547 km                     |
| Naprowadzanie     | inercyjne                  | inercyjne                        | inercyjne z korekcją gwiezdną |
| CEP               | 500 m                      | 500 m                            | 500 m                         |
| Głowica           | 10 x MIRV 100 Kt           | 4 MIRV (testy: 10 × 100 Kt MIRV) | 10 x MIRV 100 Kt              |

## Konstrukcja i budowa okrętów oraz ich broni

### Udział marynarki w konstrukcji i budowie
Proces rozwoju, konstrukcji oraz budowy strategicznych okrętów podwodnych (i okrętów w ogóle), koordynowany jest przez Główny Zarząd Budowy Okrętów marynarki. Po wcieleniu okrętów do służby, odpowiedzialnym za ich bieżące utrzymanie we właściwym stanie technicznym, naprawy oraz remonty jest Główny Zarząd Techniczny marynarki. Stocznie odpowiedzialne za naprawy w dokach i naprawy o mniejszym zakresie podlegają Głównemu Zarządowi Stoczni marynarki. Marynarka koordynuje także prace naprawcze i remontowe z przemysłem stoczniowym.
Innymi Zarządami marynarki w są:
- Zarząd Morskich Pocisków Rakietowych i Artylerii – odpowiedzialny za opracowywanie, produkcję i utrzymanie techniczne pocisków balistycznych dla i na okrętach;
- Zarząd Broni Podwodnej (dawniej Zarząd Min i Torped) – odpowiedzialny za opracowywanie konstrukcji min i torped;
- Zarząd Komunikacji Marynarki – odpowiedzialny za systemy komunikacyjne;
- Zarząd Wyposażenia Radio-Technicznego – odpowiedzialny za systemy radarowe, hydroakustyczne i nieakustyczne wyposażenie okrętów podwodnych;

### Biura konstrukcyjne

#### Biura konstrukcyjne okrętów

##### Biuro Antypina
Biuro Konstrukcyjne Antypina

##### Rubin
Biuro Konstrukcyjne Rubin

##### Malachit
Biuro Budowy Maszyn Morskich Malachit

##### Lazurit
Biuro Konstrukcyjne Lazurit

##### Wołna
Biuro Konstrukcyjne Wołna

### Stocznie
Budowa strategicznych okrętów podwodnych zasadniczo skoncentrowana była w dwóch stoczniach: Zakładzie nr 402 (obecnie Siewmaszprjedprijatie) w Siewierodwińsku (do 1957 roku Mołotowsk) oraz Zakładzie nr 199 (Leninowska Stocznia im. Komsomołu) w Komsomolsku nad Amurem.

#### Zakład 402
Decyzja o utworzeniu zakładu nr 402 Siewierodwińsku w ujściu Dwiny, zapadła w maju 1936 roku. Stocznia rozpoczęła działalność już przed wybuchem II wojny światowej w ZSRR. Budowa pierwszego okrętu podwodnego – o napędzie spalinowo-elektrycznym – projektu 611 (NATO: Zulu) została rozpoczęta w 1953 roku. Ogółem w zakładzie wybudowano 18 jednostek projektu 611 oraz stanowiącego jego modyfikację projektu AW611 (NATO: Zulu V), a także 16 jednostek projektu 629 i 629B (NATO: Golf). W czasach Związku Radzieckiego, zakład nr 402 był największym producentem atomowych okrętów podwodnych w tym kraju, aktualnie zaś jako Siewiernoje Maszynostroitielnoje Priedprijatije (Siewmasz) jest jedynym producentem tego rodzaju jednostek w Rosji.

#### Zakład 199
Amurskij Sudostroitielnyj Zawod w Komsomolsku nad Amurem – największa rosyjska stocznia na rosyjskim dalekim wschodzie, założona w 1936 roku jako "Zakład 199". Do dziś, w stoczni wybudowano 270 jednostek, w tym:
- 56 okrętów podwodnych o napędzie atomowym;
- 41 okrętów podwodnych o napędzie spalinowo-elektrycznym;
- 36 okrętów nawodnych oraz
- 137 cywilnych jednostek różnych typów i przeznaczenia.

#### Zakład 444
Czernomorskij Sudostroitielnyj Zawod

#### Zakład 893
Cjentr Sudorjemonta Zwjezdoczka

#### Zakład 189
Bałtijskij Zawod

#### Zakłady 194 i 196
Admirałtiejskije Wierfi

### Projekt
Projekty konstrukcji nowych okrętów były inicjowane przez marynarkę lub przemysł (Ministerstwo Przemysłu Stoczniowego lub Ministerstwo Budowy Maszyn). Propozycje nowych projektów przekazywane były do "Komisji Przemysłowo-Wojskowej Rady Ministrów ZSRR", która przedstawiała zalecenia dla ministerstw w zakresie specyfikacji wymogów taktycznych nowych okrętów oraz ich wyposażenia i broni. Specyfikacja ta opracowywana była równocześnie przez marynarkę (Centralny Instytut Naukowo-badawczy nr 1 Ministerstwa Obrony), Ministerstwo Przemysłu Stoczniowego (Centralny Instytut Naukowo-Badawczy im. Kryłowa i biuro konstrukcyjne Rubin) oraz Ministerstwo Budowy Maszyn (Centralny Naukowo-badawczy Instytut Budowy Maszyn – TsNIIMasz i biuro konstrukcyjne Makijewa). Opracowane przez nie propozycje kierowane były do Głównego Zarządu Budowy Maszyn, Zarządu Rakiet i Artylerii, Admiralicji oraz Głównego Zarządu Ministerstwa Przemysłu Stoczniowego, a następnie – celem zatwierdzenia – do wspomnianej już wcześniej Komisji Przemysłowo-Wojskowej.
Następnym etapem procesu było wydanie wspólnego dekretu Komitetu Centralnego Komunistycznej Partii Związku Radzieckiego (KC KPZR) oraz Rady Ministrów ZSRR, opracowanego przez Komisje Wojskowo-Przemysłową na podstawie dostarczonych jej uprzednio opracowań branżowych. Dekret definiował specyfikacje taktyczną okrętu (przeznaczenie i podstawowe charakterystyki), wyznaczał instytucje, organy i osoby odpowiedzialne za rozwój programu badawczego i konstrukcję okrętu oraz jego wyposażenia i uzbrojenia, a także wyznaczał nadzór ze strony Głównego Zarządu Budowy Okrętów Marynarki.
W trakcie trwającego już programu badawczo rozwojowego i konstrukcyjnego, zwykle rozważano około dziesięciu różnych opcji opracowywanych systemów, co zasadniczo zajmowało od sześciu miesięcy do roku. W trakcie następnego etapu prac, opracowywano projekt wstępny systemu – podstawowe cechy, wyposażenie oraz systemu uzbrojenia. Faza projektu wstępnego zajmowała zwykle około sześciu miesięcy, i prowadziła do opracowania już zaledwie kilku alternatywnych opcji konstrukcyjnych, z których dokonywano wyboru opcji ostatecznej. Po dokonaniu tego wyboru, przystępowano do opracowania ostatecznego projektu, który podobnie jak projekt wstępny musiał zostać zatwierdzony przez KC KPZR i Radę Ministrów Związku Radzieckiego. Ostateczne zestawy planów – opracowywane zwykle w ciągu jednego do dwóch lat – wysyłane były do zakładów przemysłowych, celem wdrożenia produkcji.

### Budowa okrętów
Budowa jednostek w stoczniach, zapoczątkowywana była "położeniem stępki", co w zakresie okrętów podwodnych jest terminem tradycyjnym jedynie i umownym. W stoczniach radzieckich oznaczało to zespawanie dwóch pierwszych sekcji kadłuba sztywnego. Budowa kadłuba oraz jego wyposażenie zajmowała zwykle dwa do trzech lat, po czym następowało wodowanie jednostki, finalne prace wyposażeniowe oraz testy w doku. Prace w stoczni po zwodowaniu, zajmowały przeważnie około sześciu miesięcy. Na około 1,5 miesiąca przed rozpoczęciem testów w doku, do stoczni przybywała załoga przygotowywanej jednostki. Jej zajęcia na okręcie spełniały jednocześnie rolę kolejnego etapu szkolenia. testy w doku przeprowadzane były przez specjalistów stoczni oraz załogę okrętu, w obecności zewnętrznych obserwatorów.
Po zakończeniu testów w doku, rozpoczynano testy morskie jednostki, w trakcie których okręt odbywał swój pierwszy rejs morski. Zaokrętowani pod pokładem specjaliści stoczni dokonywali w tej fazie sprawdzenia wszystkich systemów okrętu, w tym zwłaszcza systemów mających wpływ na wielkość generowanych przez okręt szumów. Na zakończenie tej fazy budowy, opracowywano zestawienie sugestii zmian i poprawek. Po zakończeniu tego etapu, wyznaczano termin oficjalnych państwowych testów oraz powoływano państwową komisję odbiorczą. Komisja składała się z przedstawicieli rządu oraz reprezentantów Ministerstwa Obrony, marynarki, morskich instytutów badawczych, Akademii Nauk oraz przemysłu zbrojeniowego. W trakcie tych testów – w których udział brała zarówno załoga jednostki, jak też specjaliści stoczni – badano sprawność okrętu, wyposażenia oraz uzbrojenia, w tym poprzez odpalenia torped i pocisków rakietowych. Podstawowym zadaniem przeprowadzanych prób, było stwierdzenie zgodności parametrów okrętu, wyposażenia i uzbrojenia z określonymi wcześniej wymaganiami. Sporządzany na zakończenie prób raport, określał konieczne zmiany i poprawki, oraz wyznaczał maksymalne terminy ich dokonania. W przypadkach konfliktowych pomiędzy marynarką oraz budująca jednostkę stocznią, spory rozstrzygała komisja arbitrażowa kierowana przez głównodowodzącego marynarki. Po zakończeniu testów państwowych, usunięciu stwierdzonych braków oraz ostatecznej akceptacji okrętu przez marynarkę, okręt kierowano do wyznaczonej dla niego bazy marynarki. W przypadku nowych okrętów eksperymentalnych, pełniły one rolę eksperymentalna przez okres do dwóch lat.

## Cykl życia okrętów
Po przyjęciu okrętu w skład radzieckiej marynarki wojennej, jednostka zaczynała pełnić regularna służbę patrolową. Podstawowym typem bojowej służby strategicznych okrętów podwodnych były potajemne patrole bojowe, w trakcie których okręty tego rodzaju pozostawały w stałej gotowości do odpalenia pocisków balistycznych. W erze sowieckiej, typowy patrol radzieckiego strategicznego okrętu podwodnego trwał dwa do trzech miesięcy, zaś jedna jednostka odbywała przeciętnie dwa do trzech patroli w ciągu dwóch lat. W przerwach między patrolami, trwających przeważnie sześć do dziewięciu miesięcy, z okrętu schodziła załoga oraz dokonywano standardowych przeglądów i niezbędnych napraw. W tym czasie, jednostka pozostawała jednak w gotowości do ogłoszenia alarmu w porcie, dokonywała też krótkotrwałych wyjść w morze w celach szkoleniowych.
Czynności konserwacyjne i naprawcze pomiędzy patrolami przeprowadzane były przez personel okrętowych zakładów remontowych, pod kontrola marynarki, w trakcie rejsów natomiast, przeglądy okrętu i jego systemów dokonywane były przez samą załogę.

## Patrole bojowe

### Organizacja patroli bojowych
Przed pojawieniem się pocisków SLBM o międzykontynentalnym zasięgu, strategiczne okręty podwodne mogły atakować wyznaczone im cele wyłącznie z relatywnie geograficznie bliskich im pozycji. Okręty projektów AW-611, 629, 658 oraz 667A zmuszone były w związku z tym do przeprowadzania patroli wewnątrz specjalnie wyznaczonych bojowych sektorów patrolowych. Każdej jednostce tych typów przydzielano w związku z tym główny oraz zapasowy sektor patrolowy, z wyznaczonymi rejonami strzału oraz oczekiwania. W trakcie kryzysu okręty przemieszczały się z rejonów oczekiwania do rejonu odpalenia pocisków, skąd po otrzymaniu odrębnej komendy mogły dokonać strzału. Ustalanie rejonu oczekiwania odbywało się z uwzględnieniem konieczności umożliwienia jednostce maksymalnej manewrowości przy zachowaniu warunków do pozostawania przez jednostkę niewykrytą, z drugiej zaś strony, uwzględniać musiało uwarunkowania związane z koniecznością zachowania możliwości krótkiego czasu reakcji. Okrętom mogły również być przydzielane specjalne drogi przemarszu, przy czym trasa taka, musiała w całości zapewniać jednostce możliwość pozostawania celów w zasięgu przenoszonych przez nią pocisków rakietowych.
Położenie sektorów patroli bojowych okrętów podwodnych pierwszej generacji determinowane było maksymalnym zasięgiem ich pocisków. Rejony patroli okrętów projektów AW-611, 629 i 658, dla przykładu, znajdowały się na Atlantyku i Pacyfiku oraz w morzach Barentsa, Północnym oraz w morzu Japońskim. Odległości pomiędzy ich pozycjami strzału oraz celami, nigdy nie przekraczały kilkuset kilometrów – do czasu gdy system rakietowy D-4, umożliwił zwiększenie tego dystansu do około 1400 km. Zasięg pocisków R-27 przenoszonych przez okręty projektu 667A (Yankee I), wynosił około 2400 km, zaś sektory patroli tych okrętów znajdowały się około 2000 km od wybrzeży Stanów Zjednoczonych. Od roku 1973 rejony patroli tych jednostek zostały przesunięte na Atlantyku o około 550 km na wschód – prawdopodobnie z uwagi na wprowadzenie do ich pokładów pocisków R-27U o zasięgu ok. 3000 km. Następny system rakietowy, wyposażony w pociski R-29 (SS-N-8) o zasięgu 8000 km, dał sowieckiej marynarce wojennej bardzo ważna nową zdolność. Wyposażone w te pociski jednostki projektu 667B (Delta I), teoretycznie zdolne były dosięgnąć celów w USA z każdego punktu, w którym znajdowały się w dowolnym momencie patrolu.
Począwszy od roku 1973, radziecka marynarka uzyskała zdolność uderzenia na niemal każdy cel w Stanach Zjednoczonych ze swoich portów na półwyspie kolskim, na dalekim wschodzie oraz Kamczatce.
Według zachodnich źródeł, rejonami patroli okrętów projektów 667B, 667BD i 667BDR były morze grenlandzkie, morze Barentsa, oraz morze Ochockie. Czasami, jeden lub dwa okręty operowały w rejonie Cieśniny Beringa. Rejonami patroli okrętów III generacji – projektów 941 (Tajfun) oraz 667BDRM (Delta IV) były natomiast wschodnia część morza Barentsa oraz zachodnia cześć archipelagu Nowa Ziemia.

### Służba bojowa okrętów
Po wprowadzeniu do służby wyposażonych w pociski balistyczne okrętów podwodnych pierwszej generacji, w późnych latach 50. XX wieku jednostki te odbyły kilka eksperymentalnych rejsów, po czym zostały przydzielone do służby bojowej. Napędzane siłownią elektryczno-spalinową jednostki, przed 1963 rokiem odbyły kilka patroli bojowych wzdłuż linii brzegowej USA. W następnych latach, częstotliwość patrolów bojowych wzrosłą drastycznie – zwłaszcza po wprowadzeniu do służby napędzanych energią jądrową jednostek projektu 667A. W każdym czasie, na patrolu bojowym znajdowało się wówczas od 12 do 15 okrętów.
Pierwszy patrol bojowy uzbrojonego w pociski balistyczne okrętu projektu 667A na Atlantyku, rozpoczął się w czerwcu 1969 roku. Szesnaście miesięcy później – w październiku 1970 roku, jednostki te rozpoczęły patrole bojowe na Pacyfiku. Od 1971 roku, w każdym czasie trzy okręty tego typu znajdowały się na Atlantyku, jeden natomiast na Pacyfiku. W 1973 roku, zmienił się schemat rozmieszczenia tych okrętów – w każdym czasie po dwa na każdym z oceanów. Taki rozkład, utrzymywał się co najmniej do roku 1976.
Okręty 667A floty północnej wychodziły zwykle na patrol co 26 dni, po czym kontynuowały go przez około 77 – 78 dni, licząc łącznie z czasem przejścia do sektora bojowego. Pozwalało to na spędzenie w jego rejonie około 53 dni w trakcie jednego patrolu atlantyckiego. Podobny rozkład patroli dotyczył okrętów 667A floty Pacyfiku – jednostki wychodziły w morze co 29 dni, 10 do 13 dni spędzały przechodząc do wyznaczonego sektora patrolu bojowego, w którym pozostawały przez 52 do 56 dni. Jednostki zwykle wybierały najkrótsza drogę z bazy na półwyspie rybackim koło Pietropawłowska Kamczackiego. Czasami jednak płynęły drogą przez Morze Beringa mijając Aleuty.
W połowie lat siedemdziesiątych, po wyposażeniu okrętów w międzykontynentalne pociski SLBM, flota radziecka uzyskała możliwość ataku balistycznego na Stany Zjednoczone wprost ze swoich baz, gdzie 20 do 22 okrętów pozostawało w stałej gotowości do strzału (zarówno w morzu jak i przy nabrzeżu). Takie rozmieszczenie, obowiązywało aż do początku lat dziewięćdziesiątych. Ten sposób rozmieszczenia sił, zakładał obecność na patrolach relatywnie niewielkiego odsetka okrętów – zaledwie 15 do 25% radzieckich strategicznych okrętów podwodnych znajdowało się na patrolu w każdym czasie. Plany operacyjne radzieckiej marynarki zakładały jednak, iż okręty będą zdolne wyjść w większej liczbie w morze, w wypadku zwiększonego zagrożenia wybuchem wojny. W przypadku jednostek które zostałyby w takiej sytuacji zmuszone do wyjścia w morze bez pocisków, zakładano ich uzbrojenie już w trakcie rejsu. te natomiast jednostki, które z różnych przyczyn nie byłyby w stanie opuścić portu, miały pozostać w gotowości bojowej w bazie.
W połowie lat dziewięćdziesiątych, schemat gotowości jednostek został zmieniony – większość okrętów miała pozostawać w gotowości bojowej w portach. Według szacunków ekspertów zachodnich, w tym czasie na patrolach pozostawały cztery do sześciu jednostek.

#### Fazy patroli bojowych
Podstawowymi fazami patroli radzieckich, a współcześnie rosyjskich strategicznych okrętów podwodnych są opuszczenie bazy, przejście do wyznaczonego sektora patrolu, patrol bojowy oraz powrót do bazy. Patrole tych jednostek planowane są przez "Zarząd operacyjny marynarki". Trasy patroli ustalane są w oparciu o plany operacyjnych Sztabu Generalnego Sił Zbrojnych, z uwzględnieniem liczby jednostek które muszą pozostawać na patrolu bojowym oraz w gotowości w rejonach bazowania, w każdym czasie.

##### Opuszczenie bazy
Opuszczenie bazy, jest newralgiczną i niezmiernie ważną częścią patrolu bojowego, zwłaszcza strategicznego okrętu podwodnego. Różne floty stosują wiele metod wykrywania jednostek opuszczających porty – w szczególności, regularnie monitoruje obszary bazowania rosyjskich (a w przeszłości radzieckich) okrętów podwodnych, marynarka wojenna Stanów Zjednoczonych, w tym korzystając z systemów rozpoznania satelitarnego.
Okręt podwodny stojący przy nabrzeżu jest łatwo identyfikowalnym obiektem, w szczególności – z racji swej wielkości – łatwymi do rozpoznania są strategiczne atomowe okręty podwodne. Obserwacja tego rodzaju zazwyczaj dokonywana jest z satelitów umieszczonych na niskiej orbicie, wyposażonych w instrumenty wykrywające obiekty w pasmie widzialnym oraz w podczerwieni, a także w odpowiednie systemy radarowe. Ponieważ jednak satelitarne systemy rozpoznania nie mogą prowadzić obserwacji jednej bazy w sposób ciągły, zapewniają informacje o znajdujących się w niej okrętach w interwale jednego do trzech dni. System opuszczania bazy przez okręty uwzględnia te okoliczność, wobec czego, jednostki opuszczają zwykle porty w czasie cyklicznej przerwy w obserwacji satelitarnej.
Następną barierą którą musiały pokonywać okręty radzieckie i rosyjskie, jest kilkaset mil morskich, które zwykle są w sposób ciągły patrolowane przez jeden lub dwa amerykańskie myśliwskie okręty podwodne. Jednym z głównych zadań tych okrętów, jest wykrywanie strategicznych okrętów podwodnych. W celu redukcji ryzyka wykrycia okrętu rakietowego przez patrolujące okręty myśliwskie, przed wyjściem okrętu strategicznego w morze, przeprowadza się rutynowe operacje poszukiwawcze z zakresu ZOP. Zwykle, udział w tych operacjach biorą nawodne okręty eskortowe, okręty minowe oraz helikoptery ZOP.

##### Przejście do rejonu patrolu
Okręty projektów AW-611, 629, 658 i 667A musiały spędzić długi czas przepływając ze swoich baz do wyznaczonych sektorów patroli bojowych. Na Atlantyku, trasy te przebiegały przy Przylądku Północnym, granicą Wysp Owczych, czasami okręty te przepływały pomiędzy Szetlandami a Wyspami Owczymi, albo Ciesniną Duńską
SOSUS

## Wycofanie ze służby i utylizacja jednostek
Okres służby radzieckich okrętów podwodnych wynosił zwykle 20–25 lat. Po wycofaniu jednostki ze służby, wyznaczano jej dezaktywację – optymalnie wg procedury przewidującej kolejne kroki:
- usunięcie pocisków;
- usunięcie paliwa jądrowego;
- demontaż sekcji rakietowej (usunięcie wyrzutni rakietowych);
- odkażenie radiologiczne;
- usunięcie wyposażenia przeznaczonego do dalszego użytku lub recyklingu;
- usunięcie sekcji reaktora i dostarczenie go do odpowiednio wyposażonego miejsca składowania.

Procedury dezaktywacji radzieckich (i rosyjskich) strategicznych okrętów podwodnych przeprowadzane są w stoczni Zwjezdoczka w Siewierodwińsku oraz Zwjezda w Bolszoj Kamień na dalekim wschodzie. Istniały również plany uruchomienia tego procesu w stoczni Nerpa w Snieżnogorsku, wyposażonym w amerykańskie urządzenia do rozbiórki okrętów podwodnych.
W związku z koniecznością dezaktywacji ogromnej liczby jednostek myśliwskich i rakietowych wycofanych ze służby w 1990 roku, proces ten nie przebiega prawidłowo, zwłaszcza wobec jego permanentnego stałego niedofinansowania, co rodzi wiele zagrożeń o charakterze radiologicznym. Zgodnie z oficjalnymi danymi, do 1993 roku ze służby wycofano 80 atomowych okrętów podwodnych, a do jesieni 1996 roku, liczba ta przekroczyła 150 jednostek. Zgodnie natomiast z danymi Państwowego Komitetu Bezpieczeństwa Radiologicznego (Gosatomnadzor), do roku 2000 wycofanych miało zostać ze służby kolejne 100 okrętów. Dodatkowe problemy w tym zakresie powodowane były w tych latach, przez chroniczne braki w finansowaniu rutynowych przeglądów i napraw okrętów znajdujących się w służbie, co przyspieszało proces ich zużywania, niezgodnie z planowanym konstrukcyjnym okresem używania.
W konsekwencji tych problemów, dużej pomocy zarówno finansowej jak też technicznej udzieliły Rosji Stany Zjednoczone, Japonia, Kanada, Norwegia, oraz kraje Unii Europejskiej. Dzięki pomocy Niemiec o wartości przekraczającej przeszło 300 mln Euro, w Sayda Bay wybudowano m.in. skład zużytych reaktorów dla wycofanych z użytku radzieckich i rosyjskich okrętów – będący odpowiednikiem działającego w ramach programu "Ship/Submarine Recycling Program", amerykańskiego składowiska w Bremerton w stanie Waszyngton. W latach 2009–2014, wartość niemieckiego zaangażowania w ten projekt, wzrosnąć ma o kolejne 300 mln Euro. Pomoc ta ma przez lata charakter stały, pod względem finansowym zarówno w formie bezzwrotnej pomocy finansowej, jak też pożyczek. Ostatnim do tej pory aktem tej pomocy, było udzielenie Rosji przez Japonię kolejnej transzy pożyczki w wysokości 40 mln dolarów

## System radziecki a system amerykański
Zarówno Związek Radziecki, jak i Stany Zjednoczone przejawiały bardzo dużą innowacyjność w zakresie konstrukcji okrętów podwodnych i przenoszonych przez nie pocisków rakietowych. Prawdziwość tej tezy najlepiej demonstruje duża liczba konstrukcji okrętów, pocisków, jak również siłowni okrętowych, oraz tempo wprowadzania zaawansowanych technologicznie rozwiązań.
Po stracie "Threshera" (SSN-593) w 1963 roku Marynarka wojenna Stanów Zjednoczonych stała się jednak bardzo konserwatywna w konstruowaniu i budowie okrętów, a w pewnym zakresie także w sensie operacyjnym. To konserwatywne podejście w konstruowaniu okrętów widoczne było na przykład w przedłużeniu stosowania stali HY-80. Stal HY-80 – po raz pierwszy zastosowana na okrętach typu Skipjack w 1959 roku – poprzez okręty Polaris, używana była aż po czasy okrętów SSN typu Los Angeles. Skutkowało to nie tylko brakiem zwiększenia głębokości operacyjnej, ale wręcz jej zmniejszeniem dla 62 jednostek typu Los Angeles. Konsekwencja z jaką US Navy pozostawała przy tej stali, zamiast wytrzymalszej HY-100, podyktowana była problemami z obróbką tej ostatniej, a także kwestiami masy okrętów. W oczywisty sposób wpływało to nie tylko na dopuszczalną głębokość operacyjną jednostek, lecz także na wytrzymałość kadłubów, zmniejszenie liczby narażonych na działanie ciśnienia sekcji okrętów, zmniejszenie rezerwy wyporu hydrostatycznego i marginesu dopuszczalnych przyszłych modernizacji. W tym samym czasie głębokość operacyjna okrętów radzieckich znacząco wzrastała. Pierwszym okrętem, w którego konstrukcji zastosowano bardziej wytrzymałą stal HY-100, był okręt prototypowy typu Seawolf – "Seawolf" (SSN-21), zmiana ta pozwoliła okrętom tego typu powrócić na głębokość 400 metrów. Spowodowana katastrofą "Threshera" zachowawczość amerykańskiej marynarki uwidoczniła się także w rezygnacji przez admirała Rickovera z supernowoczesnej, rewolucyjnej konstrukcji okrętu myśliwskiego opracowywanej w programie CONFORM. Z drugiej strony, ostrożność US Navy prowadziła do konstrukcji reaktorów znacznie bezpieczniejszych niż radzieckie, ostrzejszych procedur bezpieczeństwa oraz lepszego wyszkolenia załóg.

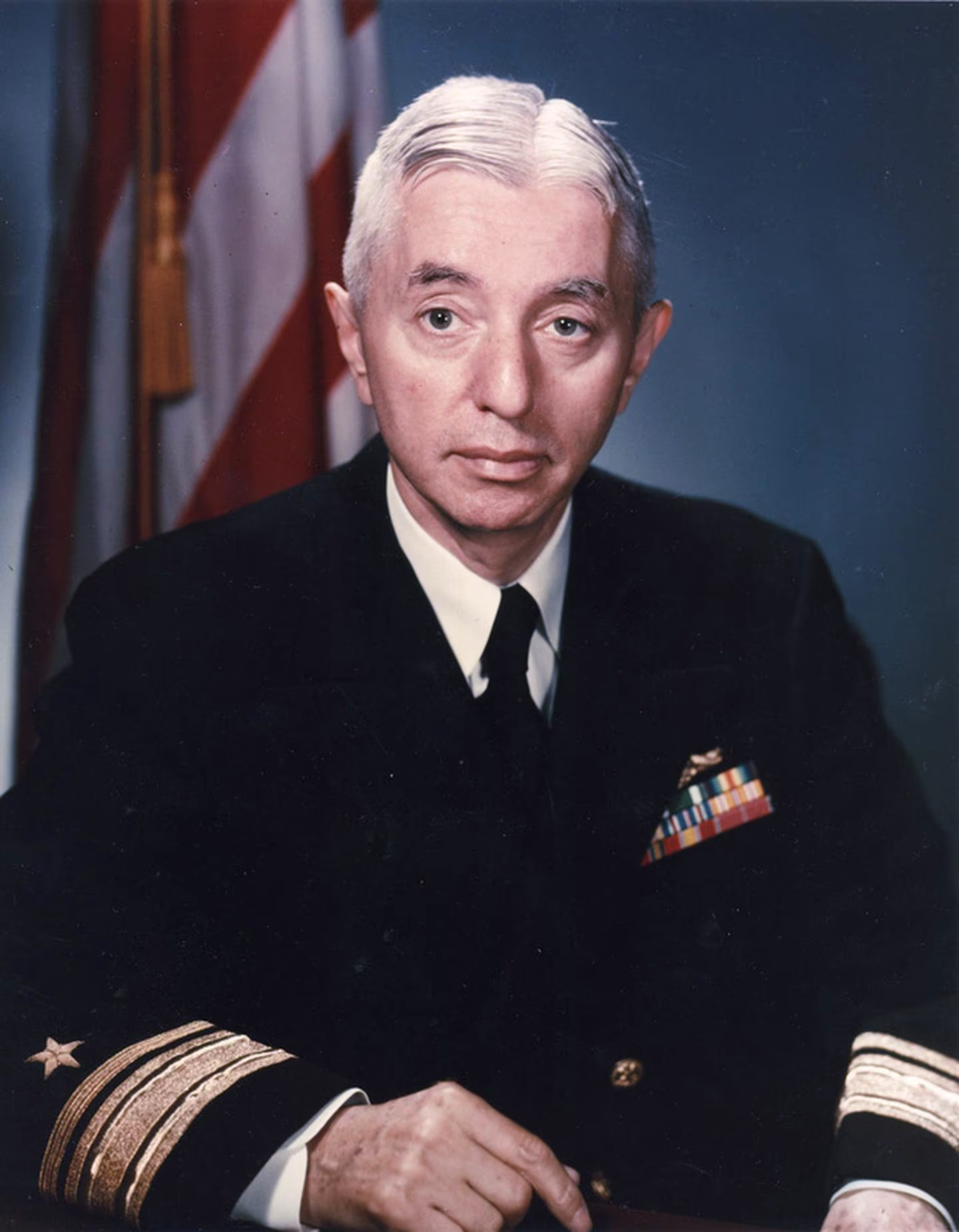
Hyman Rickover

Przez cały okres zimnej wojny podstawowym czynnikiem rywalizacji technicznej floty amerykańskiej z radziecką był stopień wyciszenia okrętów. W przeciwieństwie do kwestii prędkości oraz dopuszczalnej głębokości zanurzenia jednostek, w których okręty US Navy przeważnie ustępowały jednostkom floty radzieckiej, marynarce amerykańskiej przez całe dziesięciolecia udawało się utrzymać prymat technologiczny w zakresie redukcji poziomu wytwarzanych przez okręty szumów. Amerykańskie okręty każdej generacji – zarówno myśliwskie (SSN), jak i balistyczne (SSBN) – były znacząco cichsze niż ich radzieckie odpowiedniki. Przewaga ta często wykraczała poza poziom jednej generacji i zasadniczo utrzymuje się do dziś. Obydwie strony prowadziły swoisty wyścig wywiadowczy, którego najważniejszym celem ze strony amerykańskiej była ocena postępów rozwoju technologii radzieckiej, ze strony radzieckiej zaś sama technologia.
Obydwie strony rywalizacji dzielił sposób organizacji zaplecza całego systemu. Radzieckie rozwiązanie w tym zakresie daleko odbiegało od standardów zachodnich. Zarówno okręty, jak i pociski konstruowane były przez kilka stosunkowo niezależnych biur konstrukcyjnych zatrudniających po kilka tysięcy pracowników. Przykładowo w biurze Rubin pracowało ok. 3000 osób, w biurze Malachit 2500, zaś w biurze Lazurit 1500. W Stanach Zjednoczonych w początkach zimnej wojny za konstrukcję odpowiadały same stocznie – Electric Boat, Mare Island Naval Shipyard oraz Portsmuth Naval Shipyard. W erze nuklearnej zespoły konstrukcyjne amerykańskich stoczni straciły swoją niezależność na rzecz Bureau of Ships i organizacji będących jego sukcesorami. W latach 60. XX wieku admirał Rickover de facto przejął kontrolę nad scentralizowanym systemem. W ZSRR każde działające pod kierunkiem szefa konstruktorów biuro miało sporą niezależność. W latach 80. XX wieku funkcja szefa konstruktorów została przemianowana na głównego konstruktora – co było spowodowane rosnącym stopniem złożoności konstrukcji. Osoby kierujące biurami miały duży zakres niezależności, chociaż raportowały ministerstwu przemysłu stoczniowego oraz komisji przemysłu zbrojeniowego i kierownictwu marynarki wojennej. Duży wpływ marynarki ZSRR na prace biur konstrukcyjnych zaznaczył się dopiero w czasach dowodzenia floty przez admirała Siergieja Gorszkowa. Chociaż radzieckie biura konstrukcyjne miały zazwyczaj swoje specjalizacje, wraz jednak z grupą współpracujących z nimi instytutów technicznych i naukowo-badawczych, w pewnych zakresach rywalizowały ze sobą (podobnie jak amerykańskie laboratoria), co miało znaczący wpływ na osiągnięcie przez Związek Radziecki przewagi nad USA w niektórych kluczowych parametrach okrętów. W przeciwieństwie do Stanów Zjednoczonych w systemie sowieckim efektywność przeznaczanych na różnego rodzaju programy środków finansowych nie miała kluczowego znaczenia. Natomiast w USA przeznaczane na programy marynarki fundusze znajdowały się pod ścisłą kontrolą wielu komisji Kongresu, Congressional Budget Office, Congressional Research Service oraz General Accountig Office, które na bieżąco monitorują i kontrolują sposób wydawania środków finansowych.

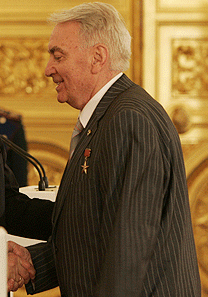
Igor D. Spasski

Nie jest do dziś całkowicie jasny polityczny kontekst funkcjonowania marynarki wojennej ZSRR. Admirał Gorszkow, który dowodził flotą przez prawie 30 lat, a przy tym sprawował funkcję zastępcy ministra obrony, bez wątpienia musiał być uwikłany na przestrzeni lat w szereg zawirowań politycznych Związku Radzieckiego. Z całą pewnością miało to wpływ na rozwój radzieckiej marynarki wojennej, w tym floty podwodnej. Zakres jego faktycznej władzy jakkolwiek porównywalny w zakresie systemu jednostek podwodnych z pozycją admirała Rickovera, był jednak znacznie szerszy – jako dowódcy całej floty. Nie do przecenienia jest również rola szefa biura Rubin – profesora Igora Spasskiego. Jego wpływowość i zdolność do działań zakulisowych pozwoliła mu zapewnić swojemu biuru naczelną rolę w konstrukcji jednostek. Dość wskazać, iż w trakcie jego zatrudnienia w biurze Rubin szefowie pozostałych biur zmieniali się kilkakrotnie. Sukcesem Spasskiego było m.in. skierowanie do produkcji okrętów projektu 941 Tajfun oraz okrętów rakietowych SSGN projektu 949 (NATO: Oskar). Produkcja tych olbrzymich okrętów, napotykała bowiem na opór niektórych starszych oficerów marynarki, przedstawicieli rządu oraz rywali przemysłowych. Ich wątpliwości oparte były przede wszystkim na kosztach budowy tych jednostek oraz dostępności surowców. Podobnie jednak jak Rickover w marynarce amerykańskiej, Spasski potrafił wykorzystać swoje wpływy dla przeforsowania produkcji własnych projektów.

### Organizacja
W Związku Radzieckim kluczowa rolę w rozwoju morskich systemów rakietowych odgrywały marynarka wojenna, ministerstwo przemysłu stoczniowego oraz ministerstwo budowy maszyn. Marynarka opracowywała specyfikacje okrętów oraz ich uzbrojenia, a także plany ich wprowadzenia do służby. Ministerstwo przemysłu stoczniowego odpowiedzialne było za opracowanie i konstrukcję jednostek, jak również min, torped, wyposażenia elektromechanicznego i hydroakustycznego, a także wyposażenia radiotechnicznego. Ministerstwo budowy maszyn natomiast, sprawowało pieczę nad rozwojem i produkcją głowic nuklearnych oraz reaktorów. Ministerstwa przemysłu radiowego, wyposażenia komunikacyjnego, instrumentów oraz wyposażenia elektronicznego brały udział w tworzeniu systemów radiotechnicznych, nawigacyjnych oraz komunikacyjnych. Centralną pozycję w całym systemie zajmowała wojskowo-przemysłowa komisja rady ministrów ZSRR. Po upadku ZSRR komisja ta przestała istnieć, zaś jej zadania przejęła bezpośrednio rada ministrów Federacji Rosyjskiej, ministerstwo obrony oraz państwowa komisja przemysłu obronnego i poszczególne przedsiębiorstwa.
Wszystkie radzieckie konstrukcje podwodnych nosicieli pocisków balistycznych powstały w dwóch biurach konstrukcyjnych podległych ministerstwu przemysłu stoczniowego – Centralnym Biurze Konstrukcyjnym Nr 16 (TsKB-16) (po 1966 r. Centralne Biuro Konstrukcyjne Wołna – po 1974 podległe Biuru Budowy Maszyn Morskich Malachit) oraz Centralnym Biurze Konstrukcyjnym Nr 18 (TsKB-18) (aktualnie Centralne Biuro Wyposażenia Morskiego Rubin lub Rubin TsKB-18 MT). TsKB-18 szybko stał się radzieckim monopolistą w zakresie konstrukcji jednostek strategicznych, a jego sukcesor – biuro Rubin pozostaje nim w Rosji do dziś. Mimo dominującej roli tego biura, znaczący udział w radzieckich osiągnięciach w konstrukcji okrętów balistycznych miały także inne instytuty podległe ministerstwu przemysłu stoczniowego. W szczególności dotyczy to Centralnego Instytutu Naukowo-Badawczego im. Kryłowa, odpowiedzialnego za naukowe i techniczne opracowania specyfikacji właściwości taktycznych okrętów podwodnych. Instytut ten do dziś jest wiodącą krajową organizacją zajmująca się badaniami nad zagadnieniami manewrowości, poziomu szumów, wytrzymałości kadłubów oraz elektromagnetyzmem okrętów. Jest w tym zakresie odpowiednikiem amerykańskiego David Taylor Naval Ship Research and Development Center w Carderock (Maryland). Technologie zautomatyzowanych oraz obsługiwanych przez załogę systemów kontroli rozwijane były natomiast przez Stowarzyszenie Naukowo-Produkcyjne Aurora w Leningradzie.

### Przemysł
Podstawowym problemem radzieckiego systemu konstrukcji, budowy oraz obsługi atomowych okrętów podwodnych była niska jakość wykonania materiałów, a także brak odpowiedniej infrastruktury zaplecza. Jakość wykonania była problemem wszystkich rodzajów radzieckich sił zbrojnych, co niejednokrotnie doprowadzało do irytacji najwyższe władze tego kraju. W swoim czasie Nikita Chruszczow pytał Kiedy oni (Amerykanie) rozpoczynają seryjną produkcję, nie produkują wadliwych części. Co nie pozwala nam produkować tak samo?!. W konsekwencji, mimo iż w niektórych aspektach radzieckie technologie budowy kadłubów przewyższały technologie stosowane w Stanach Zjednoczonych, doskonałe parametry okrętów radzieckich miały w wielu przypadkach charakter jedynie teoretyczny. W celu zmniejszenia negatywnych następstw niskiej jakości radzieckie okręty miały bardziej złożoną strukturę, z większą liczbą sekcji. Z jednej strony pozwalało to na zwiększenie przeżywalności okrętu i załogi, z drugiej zaś prowadziło do produkcji okrętów wymagających większego zakresu prac konserwacyjnych. Ten ostatni aspekt jest o tyle istotny, iż dotykał innego problemu radzieckiej marynarki wojennej – niedostatku odpowiednio wykwalifikowanych kadr.
Produkcja atomowych balistycznych okrętów podwodnych była w Związku Radzieckim skupiona w dwóch stoczniach: Zakładzie nr 402 – dzisiejsza stocznia Siewiernoje Maszynostroitielnoje Priedprijatije w Siewierodwińsku, oraz w Zakładzie nr 199 (stocznia im. Leninowskiego Komsomołu) – dzisiejszy Amurskij Sudostroitielnyj Zawod w Komsomolsku nad Amurem.
Amerykański przemysł obronny w trakcie zimnej wojny cechował się stosunkowo wysoką jakością wykonania komponentów, a także łatwym dostępem do bazy przemysłowej zaawansowanych technologii (np. elektroniki, urządzeń i – w późniejszym okresie – komputerów). Dodatkowo relatywnie otwarte amerykańskie społeczeństwo pozwalało na przyspieszającą postęp technologiczny łatwą wymianę doświadczeń. Także oparcie gospodarki na przemyśle prywatnym, pozwalało na szybszą reakcję na zmieniające się potrzeby marynarki wojennej. Podobnie jak w ZSRR, budową balistycznych okrętów podwodnych zajmowały się w USA dwie stocznie: wszechstronna Newport News oraz wyspecjalizowana w atomowych okrętach podwodnych Electric Boat.

### Różnice operacyjne
Podobnie jak amerykańskie okręty myśliwskie o napędzie jądrowym jednostki balistyczne tego kraju spędzały w morzu znacznie więcej czasu niż ich radzieckie odpowiedniki. Począwszy od wczesnych lat 60. XX wieku, Stany Zjednoczone w każdym momencie utrzymywały na patrolach więcej niż połowę swoich okrętów SSBN. W przypadku Związku Radzieckiego natomiast, odsetek stale utrzymywanych w morzu jednostek SSBN nie przekraczał zwykle 15%. Większość pozostałych sił utrzymywana była natomiast w gotowości do wyjścia w morze, z niskim stopniem alarmu strategicznego. Marynarka radziecka przeprowadziła kilkanaście zakrojonych na wielką skalę manewrów mających dowieść skuteczności takiego modelu operacyjnego. Model ten oparty był na założeniu, że radziecki wywiad zapewni odpowiednio wczesne ostrzeżenie o możliwym konflikcie z Zachodem i szybkie rozmieszczenie po takim ostrzeżeniu w pełni uzbrojonych sił jest bardziej efektywne od stałego utrzymywania wysokiego odsetka sił na pozycjach operacyjnych. Model ten jednak nie sprzyjał systematycznemu i intensywnemu szkoleniu załóg w warunkach operacyjnych, stąd ich doświadczenie operacyjne było znacząco mniejsze niż załóg amerykańskich.
Powiązane z zagadnieniami operacyjnymi były też kwestie przygotowania radzieckiego zaplecza remontowego do obsługi nowych konstrukcji podwodnych. W niektórych przypadkach nowe konstrukcje okrętów stawiały tak unikalne wymagania w zakresie remontów i obsługi, iż upływała nie raz cała dekada lub więcej, zanim dostępne stawały się urządzenia zaplecza niezbędne do obsługi okrętów nowych projektów. Według amerykańskiego wywiadu tamtego czasu, niedobory radzieckiego zaplecza remontowego prowadziły do szybszego zużycia okrętów. Jak stwierdził wiceadmirał Thomas A. Brooks, były dyrektor wywiadu US Navy Oni nie mieli wystarczającej ilości miejsc do przeprowadzania remontów z właściwą częstotliwością. Sprawę pogarszała także wielość typów (projektów) okrętów, co utrudniało zarówno produkcję, jak i obsługę w trakcie eksploatacji. Tak duże zróżnicowanie typów stało się nawet przedmiotem krytyki ze strony kilkunastu oficerów marynarki oraz konstruktorów. Jeden z nich – kapitan III rangi Gieorgij I. Swiatow posunął się za daleko, krytykując program budowy wielu typów okrętów, podczas spotkania 15 stycznia 1965 roku z ówczesnym wicepremierem ZSRR i sekretarzem partii odpowiedzialnym za produkcje zbrojeniową Dmitrijem Ustinowem. Argumentując na przykładzie amerykańskim, Swiatow twierdził, iż marynarka radziecka mogłaby mieć dwa razy więcej okrętów za tę samą cenę, gdyby dysponowała jedynie dwoma typami atomowych okrętów podwodnych i obydwa używałyby tego samego modelu reaktora.

### Zasoby ludzkie
Radzieckie kadry inżynierskie były w wysokim stopniu wąsko specjalizowane, w przeciwieństwie do szerzej wyedukowanych i bardziej mobilnych inżynierów amerykańskich. Obydwa systemy mają swoje wady i zalety, jednakże różnice były znaczące i prowadziły do tego, iż produkty obu państw charakteryzowały się odmiennymi cechami. W zakresie broni podwodnych, radzieckie okręty były bardziej wyspecjalizowane, amerykańskie natomiast bardziej wielozadaniowe. Kwestia zasobów ludzkich odbijała się również na samej konstrukcji okrętów. Z uwagi na wielkość floty podwodnej marynarka radziecka wymagała dużej liczby personelu, rekrutowanego i szkolonego w systemie nie zawsze efektywnego powszechnego poboru. W systemie opierającym się na krótkoterminowych poborowych oraz – w większości – zawodowych oficerach, trudno było ukształtować spójną i kompetentną bazę ludzką floty, a związane z tym problemy nękały flotę radziecką do samego końca istnienia ZSRR. Wyżsi oficerowie radzieccy pracowali w systemie premiującym ilość ponad jakość. Często celowo zmieniali statystyki, preferując pozory ponad rzeczywistość. Fałszując dane lub raporty tuszowali fakty zamiast wykazywać inicjatywę w celu niwelacji niedociągnięć. Skala tego zjawiska była dostrzegana przez znaczną część najwyższych oficerów oraz konstruktorów okrętów, co doprowadziło do konstatacji, że najlepszym wyjściem w tej sytuacji będzie możliwie jak największy stopień automatyzacji okrętów podwodnych. Najważniejsi konstruktorzy wierzyli, iż usunięcie czynnika ludzkiego z najistotniejszych elementów okrętu jest kluczem do zwiększenia bezpieczeństwa jednostki – było to podejście dokładnie odwrotne niż w przypadku amerykańskim.
Przez pierwsze 15 lat zimnej wojny amerykańskie okręty podwodne były obsługiwane przez relatywnie wąską elitę, w całości dobrowolną grupę. W konsekwencji zakrojony na szeroka skalę program okrętów Polaris doprowadził do powstania problemu obsady jednostek. US Navy bowiem musiała w ciągu sześciu lat zapewnić 82 załogi o najwyższym stopniu wyszkolenia, po 136 osób każda, plus załogi dla dwudziestu nowych okrętów myśliwskich – po około 100 osób na każdą jednostkę. Stało się to wąskim gardłem programu, powodem przeprowadzenia bardzo trudnego naboru, w którym do służby na nowych jednostkach podwodnych w latach 60. XX wieku przyjmowano nieraz starszych oficerów i marynarzy. Marynarka amerykańska aż do masowej redukcji personelu po zakończonej zimnej wojnie nie otrząsnęła się ze wszystkich błędów popełnionych przez zatrudnionych w ten sposób z konieczności oficerów oraz polityki personalnej tego okresu. US Navy nie szukała rozwiązania problemów personalnych na drodze znacznego zwiększenia stopnia automatyzacji okrętów. Ostatnie typy amerykańskich okrętów podwodnych zredukowały liczbę członków załóg zaledwie o pięć procent względem liczebności załóg sprzed dwudziestu pięciu lat. W rzeczywistości taka sytuacja jest dla amerykańskiej marynarki satysfakcjonująca, nie zmieniają tego stanu nawet najnowocześniejsze myśliwskie okręty typu Seawolf oraz Virginia.
W tym samym okresie liczebność załóg na okrętach radzieckich zmalała radykalnie. Radzieckie okręty SSN projektu 945 (NATO: Sierra) obsługiwane były przez 60 osób – mniej niż połowę liczby osób obsługujących odpowiadające im okręty amerykańskie. Prawdopodobnie jeszcze ciekawszym jest porównanie amerykańskich okrętów balistycznych typu Trident z radzieckimi okrętami projektu 949 (NATO: Oscar). Okręty amerykańskie wyposażone są w tym przypadku w pojedynczy reaktor, Oscar natomiast ma dwie siłownie nuklearne. Podczas gdy okręty radzieckie – przy dwóch reaktorach – wymagają w morzu mniejszego zakresu obsługi przez człowieka niż amerykańskie przy jednym; podczas pobytu w porcie wymagają znacznie większego zakresu wsparcia i bieżącej obsługi konserwacyjno-remontowej. Z drugiej strony koszty utrzymania załogi okrętu (płace, szkolenie i trening oraz zaopatrzenie) są znacznie wyższe niż koszty utrzymania pracowników na lądzie.
| Typ               | Wodowanie | Wyporność (podwodna) | Uzbrojenie | Załoga |
| ----------------- | --------- | -------------------- | ---------- | ------ |
| Los Angeles       | 1974      | 6927 t               | 25         | 141    |
| Trident           | 1976      | 18 750 t             | 4+24       | 163    |
| Los Angeles (VLS) | 1986      | 7102 t               | 37         | 141    |
| Seawolf           | 1995      | 9137 t               | 50         | 134    |
| Virginia NSSN     | 2003      | 7835 t               | 37         | 134    |
| 971 Akuła         | 1982      | 10 700 t             | 40         | 73     |
| 949 Oscar         | 1983      | 22 500 t             | 8+24       | 107    |
| 945 Sierra        | 1983      | 8300 t               | 40         | 60     |

## Zestawienia

### Radzieckie systemy rakietowe
| System rakietowy | Pociski               | Pociski          | Okręty      | Okręty       |
| System rakietowy | Oznaczenie radzieckie | NATO             | Projekt     | NATO         |
| ---------------- | --------------------- | ---------------- | ----------- | ------------ |
| D-1              | R-11FM                | SS-1c Scud-A     | W611, AW611 | Zulu, Zulu V |
| D-2              | R-13                  | SS-N-4 Sark      | 629         | Golf I       |
| D-2              | R-13                  | SS-N-4 Sark      | 658         | Hotel I      |
| D-3              | R-15                  |                  | 639         |              |
| D-4              | R-21                  | SS-N-5 Serb      | PW611       | Zulu IV      |
| D-4              | R-21                  | SS-N-5 Serb      | 613D4       | Whiskey      |
| D-4              | R-21                  | SS-N-5 Serb      | 629A, 629B  | Golf II      |
| D-4              | R-21                  | SS-N-5 Serb      | 658M        | Hotel II     |
| D-5              | R-27                  | SS-N-6           | 613D5       | Whiskey      |
| D-5              | R-27                  | SS-N-6           | 667A        | Yankee I     |
| D-5              | R-27                  | SS-N-6           | 679         |              |
| D-5              | R-27K                 | SS-NX-13         | 605         | Golf IV      |
| D-5              | R-27K                 | SS-NX-13         | 679         |              |
| D-5M             |                       |                  | 687         |              |
| D-5U             | R-27U                 |                  | 667AU       | Yankee I     |
| D-6              |                       |                  | 613D6       | Whiskey      |
| D-7              | RT-15M                |                  | 613D7       | Whiskey      |
| D-8              |                       |                  | 702         |              |
| D-9              | R-29                  | SS-N-8 Sawfly    | 601         | Golf III     |
| D-9              | R-29                  | SS-N-8 Sawfly    | 667B        | Delta I      |
| D-9              | R-29                  | SS-N-8 Sawfly    | 667BD       | Delta II     |
| D-9              | R-29                  | SS-N-8 Sawfly    | 701         | Hotel III    |
| D-9R             | R-29R                 | SS-N-18 Stingray | 667BDR      | Delta III    |
| D-29RM           | R-29RM                | SS-N-23 Skiff    | 667BDRM     | Delta IV     |
| D-11             | R-31                  | SS-N-17 Snipe    | 667AM       | Yankee II    |
| D-11             | R-31                  | SS-N-17 Snipe    | 999         |              |
| D-19             | R-39                  | SS-N-20 Sturgeon | 619         | Golf V       |
| D-19             | R-39                  | SS-N-20 Sturgeon | 941         | Tajfun       |
| D-19UTTKH        | R-39M                 | SS-N-28 Grom     | 941U        | Tajfun       |
| D-29RMU (?)      | R-29RMU Siniewa       | SS-N-23 Skiff    | 667BDRM     | Delta IV     |
| (?)              | R-30 Buława           | SS-NX-30         | 955         |              |

### Generacje
| Generacja | Stany Zjednoczone ("Nazwa" / Typ ) | Związek Radziecki / Rosja | Związek Radziecki / Rosja | Związek Radziecki / Rosja |
| Generacja | Stany Zjednoczone ("Nazwa" / Typ ) | Projekt                   | Nazwa serii               | NATO                      |
| --------- | ---------------------------------- | ------------------------- | ------------------------- | ------------------------- |
| I         | SSN "Nautilius"                    | SSN 627                   |                           | November                  |
| I         | SSN "Seawolf"                      | SSN 645                   |                           | mod. November             |
| I         | SSN "Skate"                        | SSBN 658                  |                           | Hotel                     |
| I         | SSRN "Triton"                      | SSGN 659                  |                           | Echo I                    |
| I         | SSGN "Halibut"                     | SSGN 675                  |                           | Echo II                   |
| II        | SSN Skipjack                       | SSGN 661                  | Anczar                    | Papa                      |
| II        | SSN Thresher / Permit              | SSBN 667A                 |                           | Yankee                    |
| II        | SSN "Tullibee"                     | SSBN 667B                 | Murena                    | Delta I                   |
| II        | SSBN G. Washington                 | SSBN 667BD                | Murena-M                  | Delta II                  |
| II        | SSBN Ethan Allen                   | SSBN 667BDR               | Kal'mar                   | Delta III'                |
| II        | SSBN Lafayette                     | SSGN 670                  | Skat                      | Charlie                   |
| II        | SSN Sturgeon                       | SSN 671                   | Jorsz                     | Victor                    |
| II        | SSN "Narwhal"                      | SSN 705                   | Lira                      | Alfa                      |
| III       | SSN "Lipscomb"                     | SSBN 667BDRM              | Delfin                    | Delta IV                  |
| III       | SSN Los Angeles                    | SSN 685                   | Plawnik                   | Mike                      |
| III       | SSN Improved Los Angels            | SSBN 941                  | Akuła                     | Tajfun                    |
| III       | SSBN Trident                       | SSN 945                   | Barakuda                  | Sierra                    |
| III       |                                    | SSGN 949                  | Granit                    | Oscar I                   |
| III       | SSN 971                            |                           | Akuła                     |                           |
| IV        | SSN Seawolf                        | SSN 885                   | Jasień                    | Siewierodwińsk            |
| IV        | SSN Virginia                       | SSBN 955                  | Borei                     |                           |

### Porównania charakterystyk taktycznych
|                                | R-11FM  | R-13   | R-21   | R-27   | R-29   | R-29D  | R-29R                 | R-39      | R-29RM   |
| ------------------------------ | ------- | ------ | ------ | ------ | ------ | ------ | --------------------- | --------- | -------- |
| Start N – nawodny P – podwodny | N       | N      | P      | P      | N / P  | N / P  | N / P                 | N / P     | N / P    |
| Zasięg (km)                    | 150-167 | 600    | 1400   | 2400   | 7800   | 9100   | 8000 (RV) 6500 (MIRV) | 8300      | 8300     |
| Głowice                        | 1 x RV  | 1 x RV | 1 x RV | 1 x RV | 1 x RV | 1 x RV | 1 x RV 3 lub 7 x MIRV | 10 x MIRV | 4 x MIRV |
| Celność (CEP m)                | 1500    | 4000   | 2800   | 1900   | 1500   | 900    | 900                   | 500       | 500      |

|                             | AW611                                                             | 629         | 658         | 667A                                                  | 667B     | 667BD                            | 667BDR   | 941           | 667BDRM  |
| --------------------------- | ----------------------------------------------------------------- | ----------- | ----------- | ----------------------------------------------------- | -------- | -------------------------------- | -------- | ------------- | -------- |
| Głębokość odpalenia (m)     | 0                                                                 | 0           | 40-50       | 40 – 50                                               | 40 – 50  | 40 – 50                          | 40 – 50  | (brak danych) | 55       |
| Prędkość maksymalna * (w)   | ≤ 12                                                              | ≤ 15        | ≤ 4         | 3 – 5                                                 | ≤ 5      | ≤ 5                              | ≤ 5      | (brak danych) | ≤ 6      |
| Szybkość odpalenia pocisków | Przygotowanie do odpalenia 1 pocisku: 2 h, drugi pocisk po 5 min. | 3 / 12 min. | 3 / 12 min. | 1 / 8 s. 4 salwy po 4 pociski 3 min. pomiędzy salwami | 1 / 8 s. | 1 / 8 s. 2 salwy: 12 + 4 pociski | 1 / 8 s. | 1 / 15 s.     | 1 / 8 s. |

* Maksymalna prędkość okrętu w trakcie odpalania pocisku

## Źródła
- Norman Polmar: Cold War Submarines, The Design and Construction of U.S. and Soviet Submarines. K. J. More. Potomac Books, Inc, 2003. ISBN 1-57488-530-8. Brak numerów stron w książce
- Richard G. Hewlett: Nuclear Navy, 1946-62. Francis Duncan. University of Chicago Press, 1974. ISBN 0-22633-219-5. Brak numerów stron w książce
- Frank von Hippel, Oleg Bukharin, Timur Kadyshev, Eugene Miasnikov, Pavel Podvig: Russian Strategic Nuclear Forces. The MIT Press, 2004. ISBN 0-262-66181-0. Brak numerów stron w książce
- Warfare.ru (ang.)
- Nation Master Encyclopedia: Golf class (ang.)
- Federation of American Scientists: SALT Agreements (ang.)